# Ciudadela de Petersberg
La ciudadela de Petersberg (en alemán: Zitadelle Petersberg) se encuentra en Erfurt, ciudad del centro de Alemania, y es una de las fortalezas urbanas más grandes y mejor conservadas de Europa. La ciudadela, de estilo barroco, se comenzó a construir en 1665, en la colina de Petersberg, al noroeste del casco histórico, por orden del príncipe elector y arzobispo Johann Philipp von Schönborn, en la época en que Erfurt estaba gobernada por el Electorado de Maguncia. La rodean más de dos kilómetros de murallas de piedra y tiene una extensión de 36 hectáreas.
Se construyó en el emplazamiento de un monasterio benedictino medieval y las edificaciones más antiguas del complejo datan del siglo XII.
La importancia estratégica de la ciudadela ha sido reconocida por las distintas potencias que han gobernado Erfurt a lo largo de los siglos: Suecia, Prusia, Napoleón, el Imperio alemán, los nazis y, tras la II Guerra Mundial, las fuerzas de ocupación soviéticas. Francia se la anexionó durante un breve periodo a principios del siglo XIX. Tras el Congreso de Viena de 1815, pasó finalmente a Prusia junto con Erfurt y se utilizó como fortificación hasta la fundación del Imperio alemán en 1871. Siguió siendo un emplazamiento militar importante en la región durante las dos guerras mundiales y en la posguerra. La fortaleza tuvo un uso militar hasta 1963.
Tras la reunificación alemana, en 1990, se ha llevado a cabo un importante trabajo de restauración de la ciudadela, que ahora puede visitarse como monumento histórico. Se ha abierto al público el laberinto de pasadizos subterráneos y se ha vuelto a poner en funcionamiento la panadería de la fortaleza, construida en 1832.  En la actualidad, los edificios de la fortaleza albergan oficinas administrativas, apartamentos e instalaciones turísticas y culturales. El edificio del antiguo cuartel inferior (en alemán: Untere Kaserne) se utiliza actualmente como archivo y centro administrativo del Comisionado Federal para los Archivos de la Stasi.
La ciudadela de Cyriaksburg es una fortaleza de menores dimensiones situada al suroeste del centro de Erfurt. Data de 1480 y en la actualidad alberga el Museo Alemán de Horticultura. Durante el periodo napoleónico se construyó una trinchera oculta que conectaba ambas ciudadelas. Aún hoy pueden verse los restos de esta conexión en la ciudadela de Cyriaksburg.

## Historia

### Antecedentes

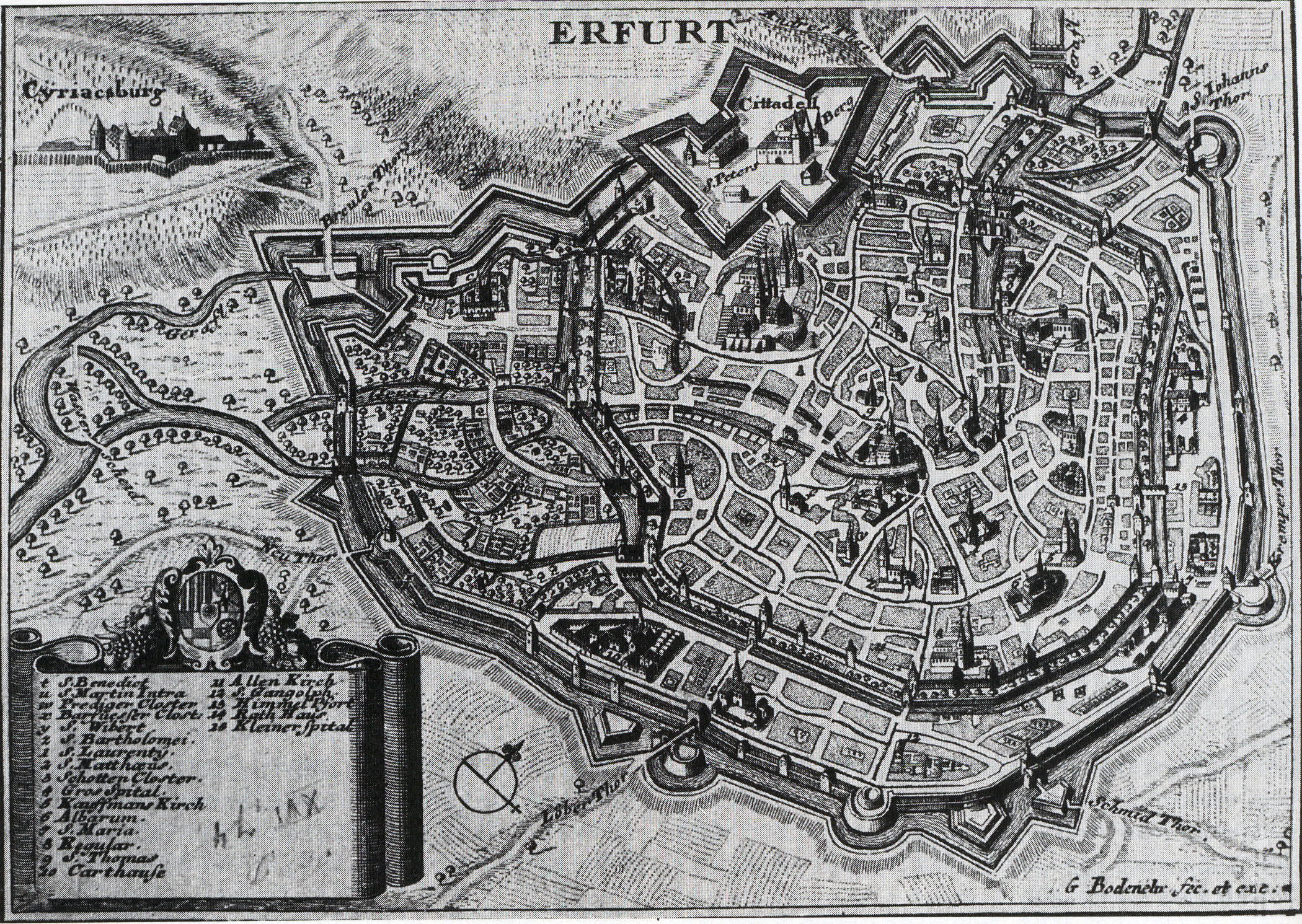
Plano de 1730 de la entonces ciudad amurallada de Erfurt, en el que se aprecia la ciudadela de Petersberg en el extremo superior occidental de la ciudad.

La ciudadela de Petersberg está íntimamente ligada a la historia de Erfurt. La ciudad fue mencionada por primera vez en 742 en una carta de San Bonifacio al Papa Zacarías, cuando se instauró la diócesis católica de Erfurt. Formaba parte del Sacro Imperio Romano Germánico, y se incorporó a la diócesis de Maguncia en 755. El hallazgo arqueológico medieval más antiguo que se ha encontrado en la colina de Petersberg es una moneda datada en torno al año 850, de la época de Lotario I, emperador del Sacro Imperio Romano Germánico entre los años 817 y 855. Se encontró en una tumba, en la boca del difunto.
El edificio más antiguo que aún se conserva en la ciudadela es la Peterskirche (iglesia de San Pedro), que formaba parte del monasterio benedictino de San Pedro y San Pablo, que dio nombre a la colina y, posteriormente, a la ciudadela. Los primeros registros del monasterio datan de 1060, pero es posible que ya existiera mucho tiempo antes. El edificio original fue destruido por un incendio en 1080, pero se reconstruyó entre 1103 y 1147, y la iglesia de San Pedro data de este segundo período. En 1184 ocurrió en este edificio el derrumbe de la letrina de Erfurt: el suelo del segundo piso cedió durante una reunión de nobles procedentes de todo el Sacro Imperio Romano Germánico y al menos 60 de ellos murieron ahogados tras precipitarse a las letrinas.
Durante el siglo XII, la ciudad fue adquiriendo progresivamente mayor independencia, y en 1217 se independizó por completo con la constitución de su propio ayuntamiento. Desde 1066 hasta 1873, el casco antiguo de Erfurt estuvo rodeado por una muralla fortificada. Hacia el año 1168, la muralla se amplió para circundar la ladera occidental de la colina de Petersberg e incorporarla así a los límites de la ciudad. Hacia 1625, el ayuntamiento reforzó parte de la muralla del Petersberg con la construcción de un gran hornabeque y dos baluartes, Gabriel y Michael. En 1631, durante la Guerra de los Treinta Años (1618-1648), Erfurt fue ocupada por las fuerzas suecas. El rey sueco, Gustavo II Adolfo, tenía la intención de construir una fortaleza en la colina de Petersberg, pero murió en 1632 y sus planes nunca llegaron a materializarse. No obstante, en 1643 los suecos reforzaron el baluarte Gabriel. En 1664, el Electorado de Maguncia conquistó la ciudad y sus alrededores, y el 1 de junio de 1665 se colocó la primera piedra de la ciudadela de Petersberg.

### Construcción de la ciudadela
La primera fase constructiva formal se desarrolló entre 1665 y 1707, en virtud de una orden dada por Johann Philipp von Schönborn (1605-1673), arzobispo elector de Maguncia y obispo de Wurzburgo y Worms, para construir la ciudadela. Von Schönborn había conquistado Erfurt poco antes y su intención al mandar construir la fortaleza era demostrar su poder a la población local, con el fin de reprimir cualquier amago de rebelión, además de proteger al electorado de los ataques de las potencias protestantes del norte.
Para la construcción de la ciudadela se utilizó como modelo básico un proyecto que el arquitecto de Erfurt Caspar Vogel (c.1660-1663) había elaborado para el rey sueco Gustavo II Adolfo, y la obra recibió una importante influencia de Antonio Petrini (c.1620-1701), arquitecto de la corte imperial de Maguncia. Los trabajos comprendieron la construcción de las murallas, los baluartes, los revellines llamados Anselm y Lothar, la puerta principal (Peterstor) y el edificio del comandante, tres cuarteles, que son algunos de los más antiguos que se conservan en Alemania, y las galerías intramuros, llamados en alemán Horchgänge, que significan "pasadizos de escucha".
La segunda fase de construcción tuvo lugar entre 1707 y 1728, y estuvo dirigida por el arquitecto Maximilian von Welsch (1671-1745), a quien Carlos VI, emperador del Sacro Imperio Romano Germánico, nombró en 1714 caballero imperial con el título de Edler von Welsch por sus servicios a la arquitectura. Welsch prestó especial atención al refuerzo de las defensas de la fortaleza y las trincheras.
En 1802, Erfurt pasó a formar parte del Reino de Prusia para compensar a ésta por los territorios de la orilla izquierda del Rin que había perdido a favor de Francia. Sin embargo, el 16 de octubre de 1806 Erfurt pasó a manos francesas en lo que se conoce como la Capitulación de Erfurt, ocurrida tras la derrota prusiana en la batalla de Jena-Auerstedt.

### Período napoleónico (1806-1814)

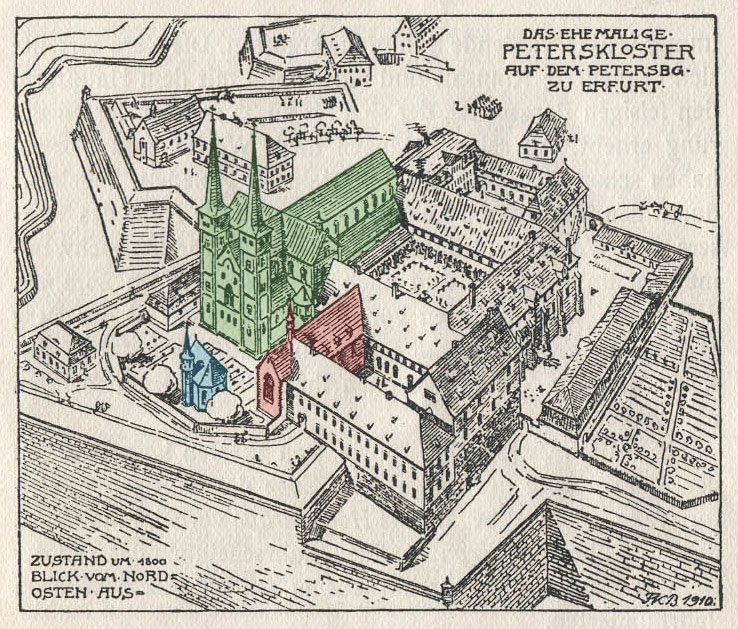
Edificios del monasterio en 1800. En 1813 resultaron dañados en una batalla. La iglesia de San Pedro está marcada en verde, la capilla del Corpus Christi en azul y la capilla de Santa Ana en rojo.

Las tropas francesas permanecieron estacionadas en Erfurt desde 1806 hasta 1814, cuando Erfurt se encontraba bajo ocupación napoleónica. Napoleón llegó a la ciudad el 23 de junio de 1807 y estableció el Principado de Erfurt, que gobernó directamente.
Napoleón visitó la ciudad en varias ocasiones durante la ocupación francesa, y mostró un especial interés por la ciudadela de Petersberg. Durante la estancia en Erfurt, que tuvo lugar entre el 27 de septiembre y el 14 de octubre de 1808, mantuvo un encuentro con el zar Alejandro I de Rusia con motivo del Congreso de Erfurt. Ambos dirigentes visitaron conjuntamente la ciudadela de Petersberg durante dicho Congreso.
Volvió a visitar Erfurt el 15 de diciembre de 1812, a su regreso a Francia desde Rusia, y también estuvo del 25 al 28 de abril de 1813. El 21 de abril de 1813 dispuso que se reforzara y acondicionara la ciudadela de Petersberg para que pudiera albergar a 2.000 hombres bajo asedio durante seis meses. Para ello se puso a trabajar en el proyecto a las tropas francesas y a los civiles de Erfurt. Más de 3.000 civiles trabajaron en la construcción de los fosos que rodean los muros exteriores. Se trabajaba día y noche, y se utilizaban antorchas encendidas para poder ver. En esta época se construyó una trinchera oculta que conectaba las ciudadelas de Petersberg y Cyriaksburg, cuyos restos aún pueden verse hoy en Cyriaksburg.
El 4 de noviembre de 1813, las fuerzas prusianas, austriacas y rusas se aproximaron a Erfurt e intentaron que los franceses se rindieran y abandonaran la ciudadela de Petersberg. No hubo rendición y el 6 de noviembre, a las seis de la mañana, se abrió fuego contra la ciudadela. Se incendiaron varios edificios, entre ellos el cuerpo principal de guardia, el edificio del monasterio y partes de la iglesia de San Pedro. También quedaron destruidas 121 casas del centro urbano situadas bajo la ciudadela.
Aunque los franceses no capitularon, se pactó una larga tregua y, a principios de enero de 1814, la ciudad de Erfurt fue cedida a los prusianos, si bien las tropas francesas permanecieron emplazadas en las ciudadelas de Petersberg y Cyriaksburg. Cuando, en abril de 1814, París fue capturada por las tropas aliadas, aún permanecían en la ciudadela de Petersberg las tropas napoleónicas. No fue hasta el 5 de mayo de 1814 cuando el general francés Alexandre d'Alton se rindió y entregó la ciudadela a los prusianos de manera pacífica.

### Dominio prusiano (1814-1871)

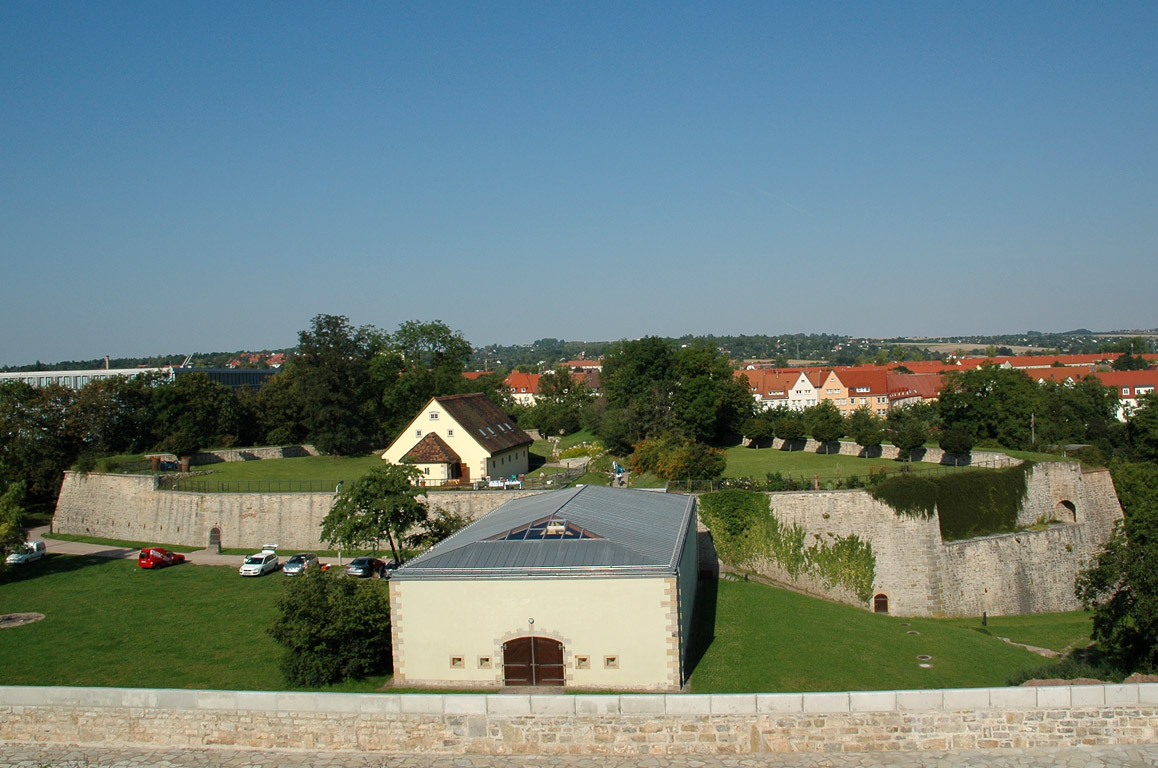
Caponera I, construido en 1824/25, entre la muralla de la ciudadela y el revellín Anselm.

Cuando en 1814 los prusianos recuperaron la ciudadela, emprendieron una nueva fase de construcción que se prolongó hasta 1868. Su objetivo era que la fortaleza fuera "a prueba de bombas" y pudiera resistir la fuerza de las armas más modernas. Durante este periodo construyeron el Cuartel de Defensa, la panadería de la fortaleza, pozos, letrinas y caponeras. Una caponera es una parte de una fortificación que se construye en una zanja para proporcionar defensa cubierta a la zanja o acceso a las partes exteriores de la fortaleza.

### Imperio alemán (1871-1918)
En 1871, tras la unificación alemana, Erfurt pasó a formar parte del recién constituido Imperio alemán. La amenaza que suponían para la ciudad sus vecinos sajones y bávaros desapareció, razón por la cual se decidió derribar las murallas. En la actualidad sólo quedan algunos restos.
En junio de 1873, el emperador Guillermo I dio orden de derribar las ciudadelas de Petersberg y Cyriaksburg, pero debido a la falta de fondos esta operación no se llegó a ejecutar en su totalidad. Se demolieron dos revellines (Peter y Wilhelm) y el hornabeque de la muralla. Se construyó una carretera de acceso, se demolió la luneta I y se redujo la altura de la luneta II y del revellín Gabriel. Con los escombros se rellenaron los fosos.
Poco antes del estallido de la Primera Guerra Mundial, la estratégica ubicación militar de la ciudadela de Petersberg despertó un renovado interés. Entre 1912 y 1914 se construyeron nuevos edificios, como talleres, almacenes, cuarteles y una prisión militar.

### Tras la Primera Guerra Mundial
La fortaleza siguió siendo una importante plaza de guarnición hasta el final de la guerra en 1918. Una vez finalizada la Primera Guerra Mundial, como consecuencia del Tratado de Versalles de 1919, se produjo un abandono gradual de las instalaciones militares en el período de la República de Weimar. Petersberg se habilitó como huerto y se destinó al uso de la policía civil, que disponía allí de un centro de detención, garajes, talleres y almacenes.

### Período nazi (1933-1945)

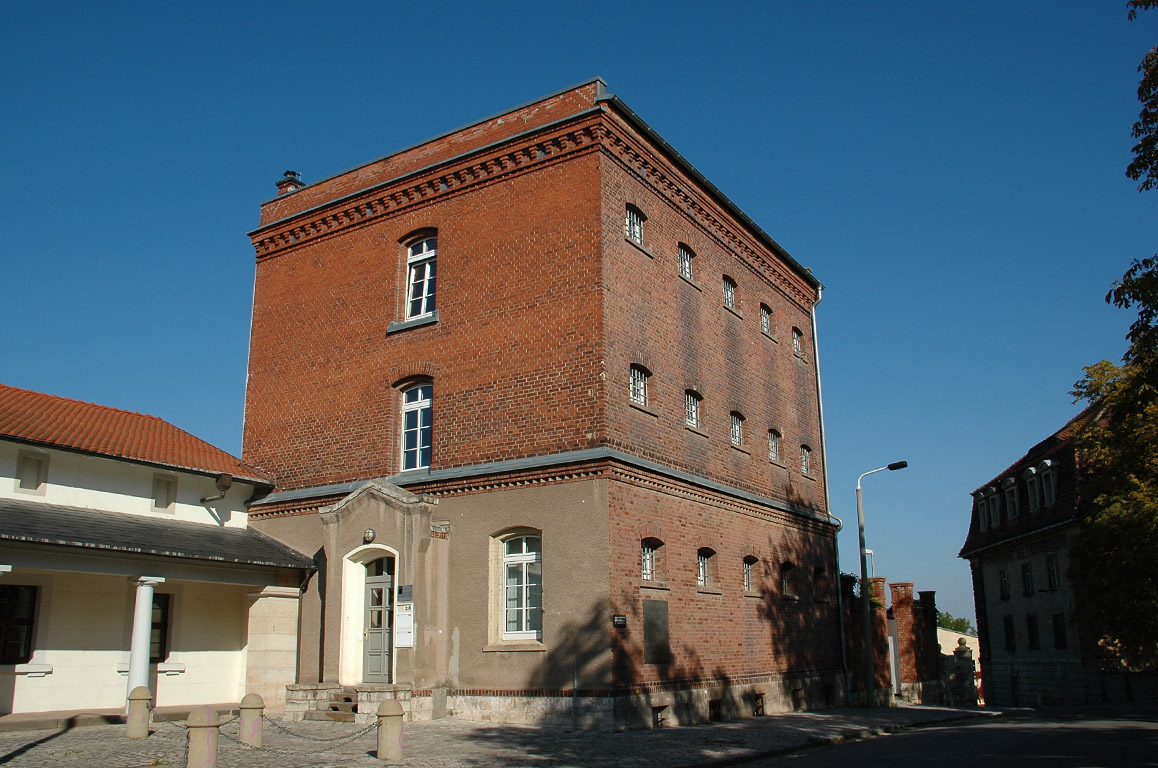
Centro de detención, construido entre 1912 y 1914, donde los nazis recluían a los opositores políticos

Cuando en 1933 los nazis llegaron al poder, volvieron a darle a la ciudadela un uso militar. Construyeron casamatas y, desde 1935, se instalaron allí unidades de división del ejército, unidades del ejército de reserva y la oficina distrital de reclutamiento.
También desde 1935, los nazis utilizaron ciertas dependencias de la ciudadela como prisión para encarcelar a sus enemigos políticos, como los comunistas y los sindicalistas. Se les recluía en un centro de detención policial diseñado originalmente para alojar hasta 60 prisioneros, pero que en su momento de mayor ocupación llegó tener hacinados a 241 internos. Muchos de ellos acabaron siendo trasladados directamente desde la ciudadela de Petersberg a campos de concentración. A otros los asesinaron los nazis en la propia ciudadela. Además, para juzgar a los desertores, los nazis establecieron en la ciudadela un tribunal militar que podía dictar sentencias de muerte contra los encausados y que, en ocasiones, eran ejecutados inmediatamente allí mismo. Hoy en día existe un monumento conmemorativo en homenaje a las víctimas de las torturas nazis.
La guerra provocó diversos daños, como la Leonhardskirche (iglesia de San Leonardo), del siglo XII, que se había convertido en almacén de artillería y quedó totalmente destruida en un ataque aéreo.

### Tras la Segunda Guerra Mundial
En abril de 1945, a finales de la Segunda Guerra Mundial, Erfurt fue liberada por las fuerzas estadounidenses y entregada a la administración soviética el 3 de julio de 1945, de acuerdo con lo dispuesto en la Conferencia de Yalta, que tuvo lugar en febrero de 1945. En 1944 se creó un campo de tránsito para personas desplazadas en el Cuartel de Defensa, que siguió funcionando bajo la administración soviética de ocupación después de la guerra.
En 1949, la zona de ocupación soviética pasó a constituir la República Democrática Alemana (Alemania Oriental). A partir de 1947, la ciudadela de Petersberg se utilizó principalmente para usos civiles, y los cuarteles pasaron a manos de la policía civil. El Ejército Popular de Alemania Oriental (en alemán: Nationale Volksarmee) utilizó la ciudadela y sus cuarteles desde 1956 hasta 1963, fecha en la que se trasladó a unas nuevas instalaciones ubicadas en las afueras de la ciudad. A partir de entonces, los principales usuarios del recinto fueron la policía, que almacenaba allí material, y una asociación de horticultores. Por su parte, la Stasi, que disponía de una prisión y una sede de distrito inmediatamente bajo la ciudadela, utilizó los almacenes y los talleres para su parque móvil hasta el año 1990. El resto de la ciudadela permaneció en desuso y se dejó que las plantas volvieran a crecer de forma natural.

### Restauración
En 1990, tras la reunificación alemana, se puso en marcha un ambicioso proyecto de restauración de la ciudadela. Se trata del proyecto de mayor envergadura acometido por el ayuntamiento de Erfurt y cuenta con financiación del propio ayuntamiento, así como del gobierno estatal de Turingia y del gobierno federal alemán. Se han desmantelado la mayoría de los edificios añadidos después de 1868, se han restaurado o consolidado la mayoría de los edificios anteriores, como la iglesia de San Pedro, del siglo XII, se han limpiado los fosos y se han reparado los muros y baluartes, se han limpiado los Horchgänge ("pasadizos de escucha") y se ha vuelto a poner en funcionamiento la panadería de leña de la fortaleza, construida en 1832.

## Edificios y estructuras principales

### Murallas

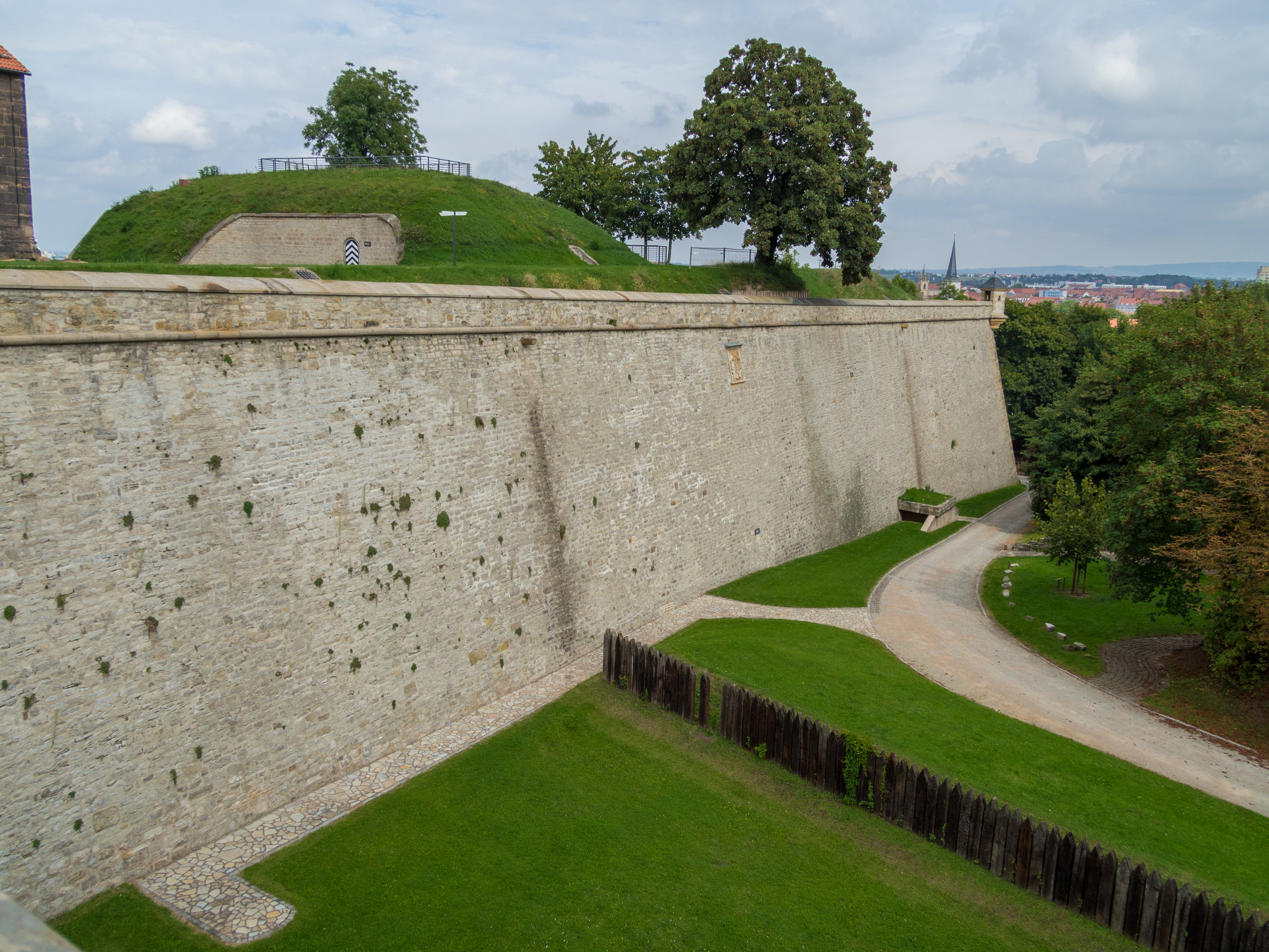
Murallas de piedra de la ciudadela de Petersberg

La ciudadela está rodeada por 2.180 metros de murallas de piedra, que se levantaron en la primera fase de construcción, iniciada en 1665. Conforman la planta en forma de estrella de la ciudadela, compuesta por ocho baluartes y cuatro revellines, y tienen un grosor de entre 1,2 y 6 metros, y una altura de entre 8 y 26 metros. A lo largo del perímetro hay pequeñas torres de vigilancia integradas en las murallas. En la actualidad sólo se conservan tres revellines, ya que el revellín Wilhelm fue demolido en el siglo XIX.
En el interior de las murallas hay galerías, llamadas en alemán Horchgänge, que significa "pasadizos de escucha". En la época en que se construyó la ciudadela no había trincheras ni fosos más allá de la muralla, de modo que estos pasadizos se construyeron para que los soldados pudieran caminar por ellos y escuchar a cualquiera que intentara cavar una galería para acceder a la fortaleza.

### Puerta y edificio del Comandante (Peterstor & Kommandantenhaus)

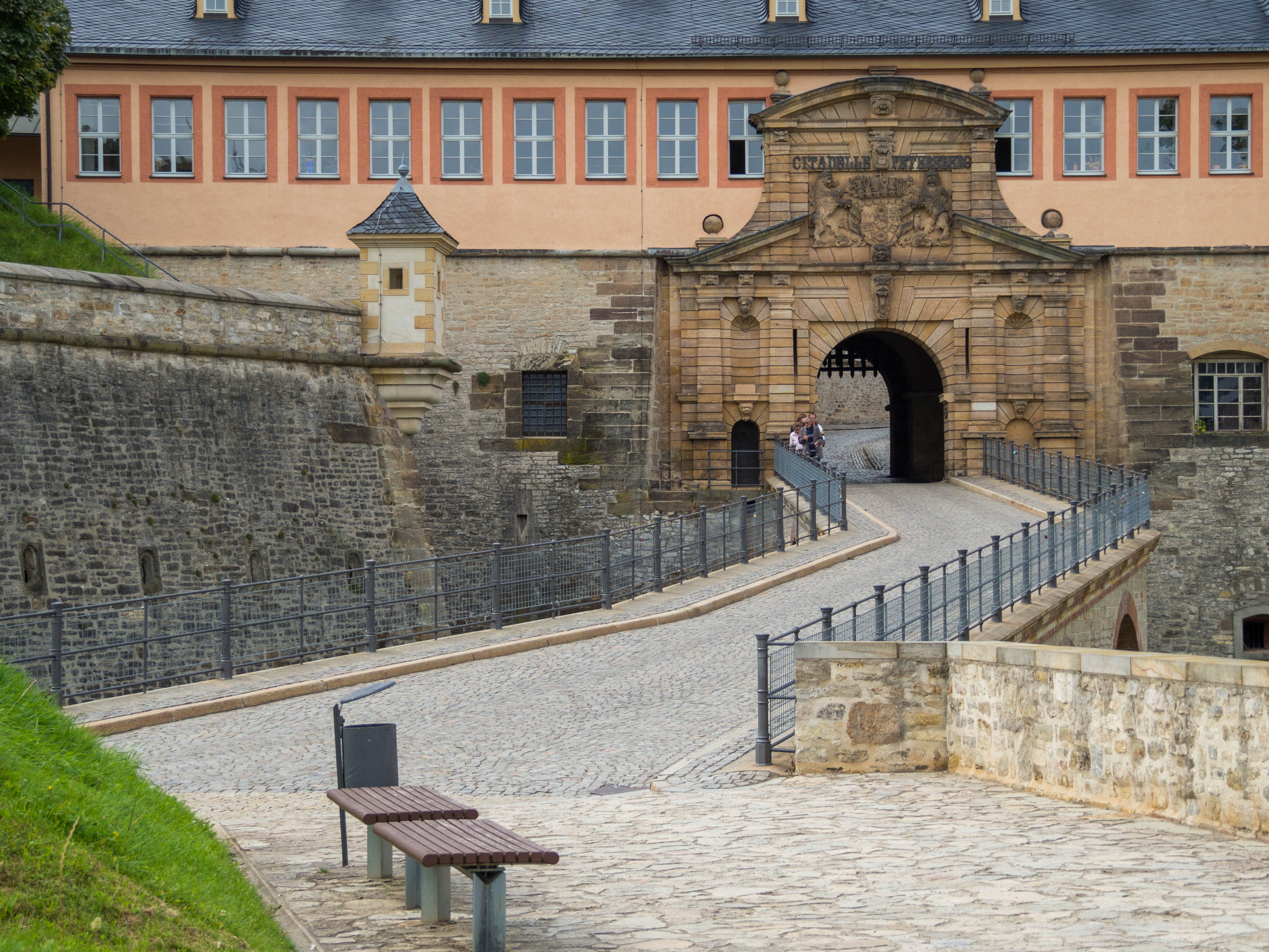
Puerta principal y edificio del Comandante (2014)

La Peterstor, la puerta principal de entrada a la ciudadela, se construyó entre 1666 y 1668. Fue diseñada por Antonio Petrini y lleva el escudo de armas de Johann Philipp von Schönborn (1605-1673), arzobispo elector de Maguncia. En 1993 se reconstruyeron los dos rastrillos de madera de la entrada de doble arco. La inscripción que figura sobre la puerta, en la que se lee "Citadelle Petersberg", se colocó en 1861.
El edificio del Comandante fue construido en 1669 por un equipo de construcción italiano. De 1939 a 1945 los nazis lo emplearon como tribunal militar. Fue restaurado en 1998 y en la actualidad lo utiliza la Tanztenne Petersberg, una escuela de danza folclórica tradicional de Turingia.

### Iglesia de San Pedro (Peterskirche)

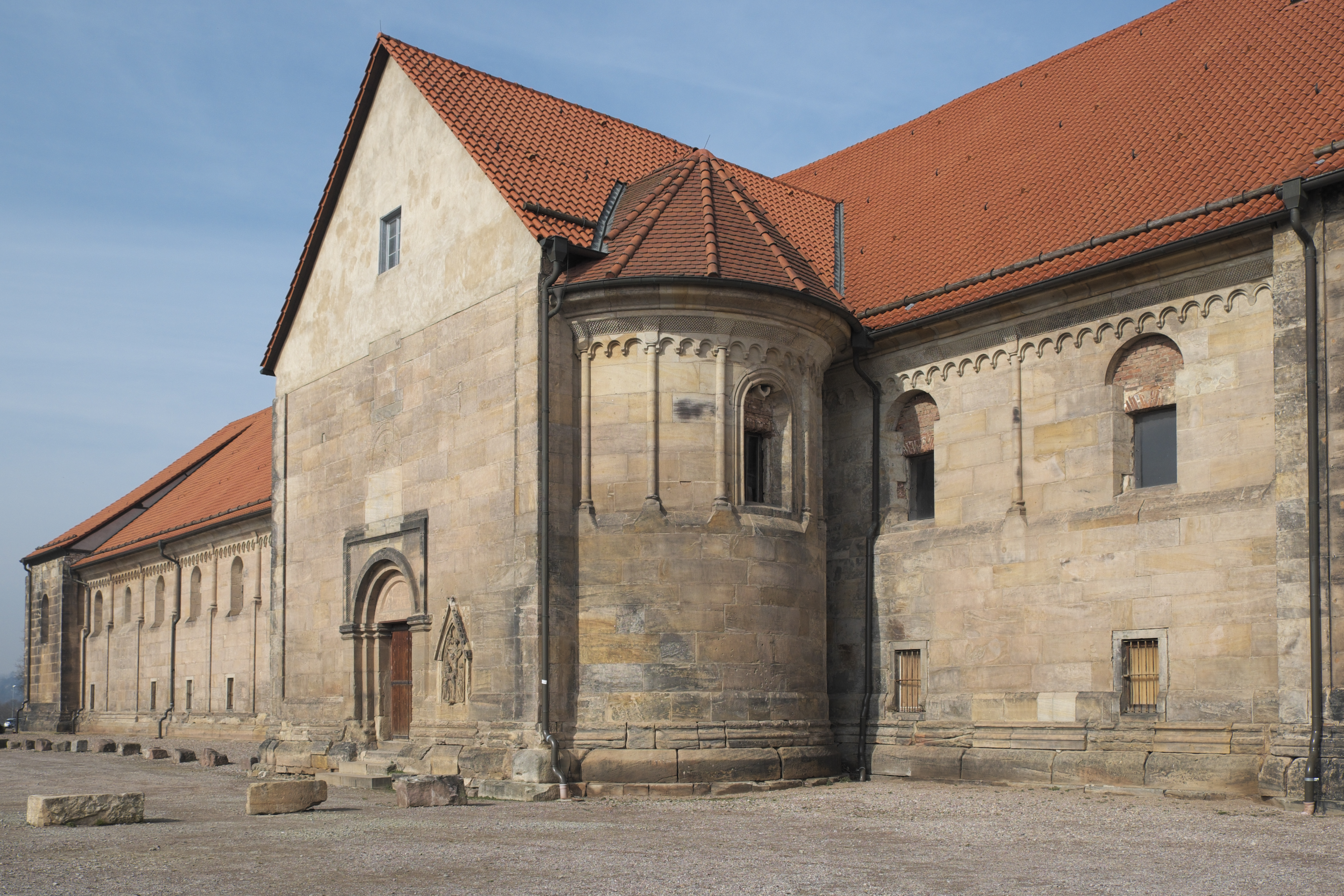
La Iglesia de San Pedro, construida entre 1103 y 1147

La Peterskirche, la iglesia del monasterio de 75 metros de longitud, se construyó entre 1103 y 1147. Originalmente tenía dos torres en su extremo este, que junto con las torres de la catedral de Erfurt y la Severikirche, dominaban el perfil de la ciudad. Hasta finales del siglo XIII, los emperadores del Sacro Imperio Romano Germánico y los reyes alemanes solían celebrar sus cortes en la iglesia. También se celebraban allí sínodos eclesiásticos. En noviembre de 1181 tuvo lugar en la iglesia una Dieta Imperial, que presidió el emperador del Sacro Imperio Romano Germánico Federico I, conocido como Barbarroja. Allí, Enrique el León, primo de Barbarroja, se sometió a la autoridad del emperador tras varios años de oposición y guerra, y cedió la mayor parte de sus tierras.
En 1631, durante la Guerra de los Treinta Años (1618-1648), Erfurt fue ocupada por las tropas de Gustavo II Adolfo de Suecia. En 1632, los suecos disolvieron por breve tiempo el monasterio y en 1633 lo convirtieron temporalmente en un monasterio protestante. Al término de la ocupación, sólo quedaron tres monjes. La iglesia sufrió daños y los tesoros y bienes del monasterio fueron saqueados. Los desperfectos de la iglesia se repararon durante la primera y la segunda fase de construcción de la ciudadela, en 1672 y 1727. En 1765 su interior fue barroquizado por estucadores italianos.
En 1803 el monasterio fue secularizado. El 6 de noviembre de 1813 las tropas prusianas bombardearon la ciudadela ocupada por los franceses y buena parte de ella se incendió, incluida la iglesia y los edificios del monasterio. Posteriormente, las fuerzas prusianas, que se hicieron con la ciudadela en mayo de 1814, demolieron por completo los edificios del monasterio, a excepción de la iglesia. A partir de 1820, la iglesia se utilizó como almacén de harina y pertrechos militares. Se desmantelaron las torres, se construyó un nuevo tejado y se levantaron tres niveles de almacenamiento en el interior. Pese a estas remodelaciones, el edificio conserva vestigios de detalles arquitectónicos, escultóricos y pictóricos de las épocas medieval y barroca.
Desde 1993 se utiliza como espacio de exposiciones de obras internacionales de arte concreto, un tipo de arte que se caracteriza por la abstracción geométrica.

### Cuartel de Defensa (Defensionkaserne)

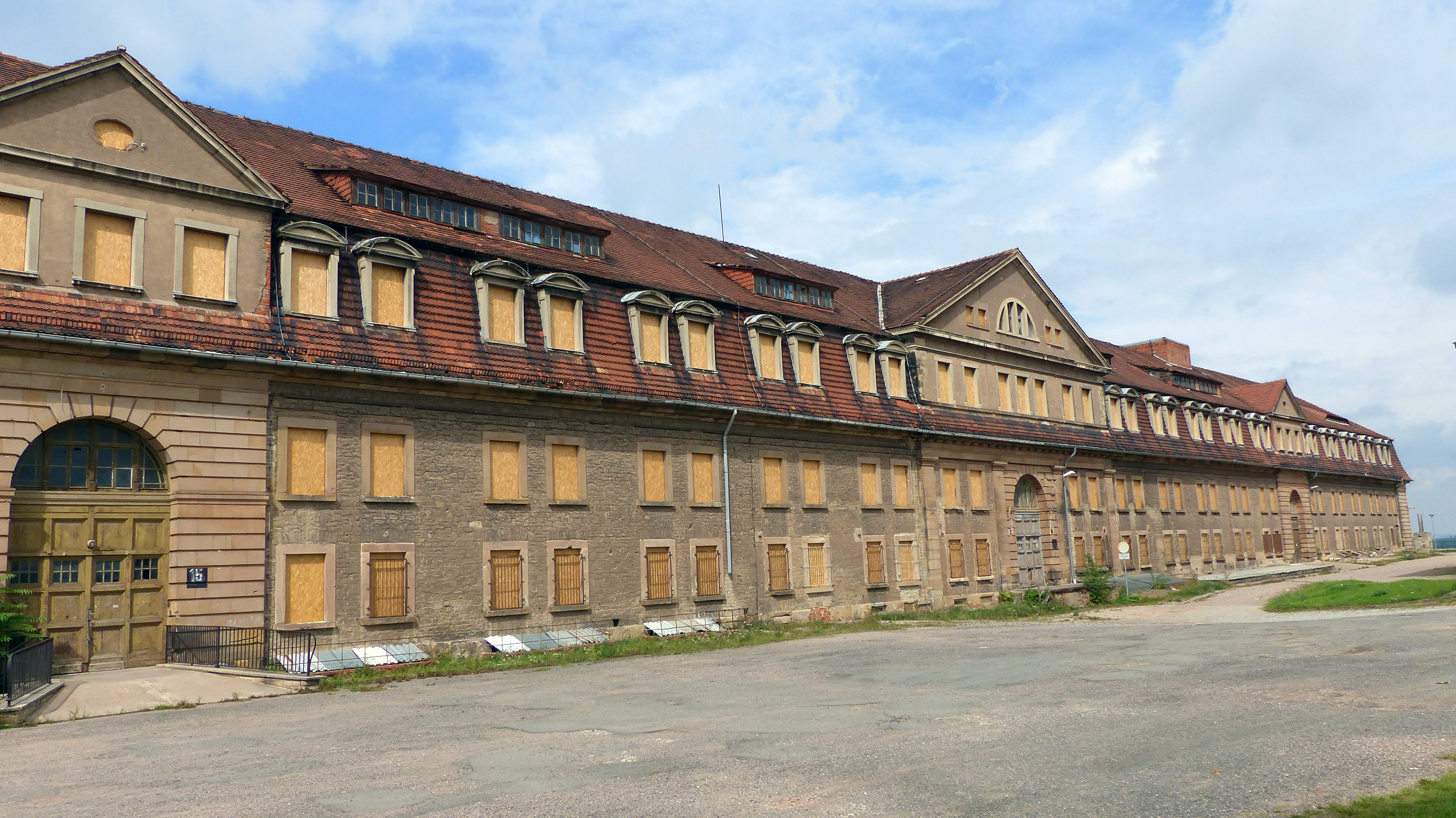
Cuartel de Defensa (2014)

El Cuartel de Defensa, que es con diferencia el edificio de mayor tamaño de la ciudadela de Petersberg, fue construido entre 1828 y 1831 por la administración prusiana, en el emplazamiento del antiguo edificio del monasterio que había sido afectado por un incendio en 1813 y posteriormente demolido.
El edificio mide 167 metros de largo y 18,8 metros de ancho. Los muros exteriores tienen un grosor de hasta 2 metros. Tenía capacidad para unos 500 soldados y se construyó principalmente como posición de artillería para dificultar el acceso del enemigo al plano superior de la ciudadela desde el norte. Tras la unificación de Alemania en 1871, se empleó fundamentalmente para alojar soldados y como almacén. En 1912-1913 fue remodelado y ampliado con una mansarda de estilo neobarroco y se añadieron grandes ventanas abuhardilladas a ambos lados del edificio, de modo que su capacidad aumentó hasta los 750 soldados.
Una vez finalizada la Primera Guerra Mundial en 1918, y como consecuencia del Tratado de Versalles de 1919, en Alemania fue disminuyendo paulatinamente el uso de las instalaciones militares. El cuartel se utilizó como edificio residencial y como cuartel de la policía civil y del Freikorps Thüringen, una unidad del ejército de milicias civiles.
Durante el período nazi, con motivo del proceso de rearme del ejército, la Ciudadela de Petersberg volvió a utilizarse para fines militares. De 1936 a 1938 parte del cuartel se utilizó para albergar el nuevo Regimiento de Infantería Motorizada n.º 71, y de 1938 a 1939 fue la sede de las oficinas administrativas del ejército. En 1944 se habilitó en el Cuartel de Defensa un campo de tránsito para personas desplazadas, que la administración soviética ocupante mantuvo después de la guerra.
Tras la fundación de la República Democrática Alemana en 1949, la ciudadela volvió a tener un uso militar. El Cuartel de Defensa se habilitó como academia de policía, la Policía Popular Acuartelada (en alemán: Kasernierte Volkspolizei), precursora del Ejército Popular Nacional (Nationale Volksarmee - NVA) y, después de 1956, la recién creada NVA. En 1963, la ciudadela pasó a ser propiedad del ayuntamiento de Erfurt y el Cuartel de Defensa se empleó como almacén. Desde 2000 está desocupado y actualmente se sigue debatiendo cómo rehabilitarlo y qué uso se le va a dar en el futuro.

### Cuartel A (Kaserne A)

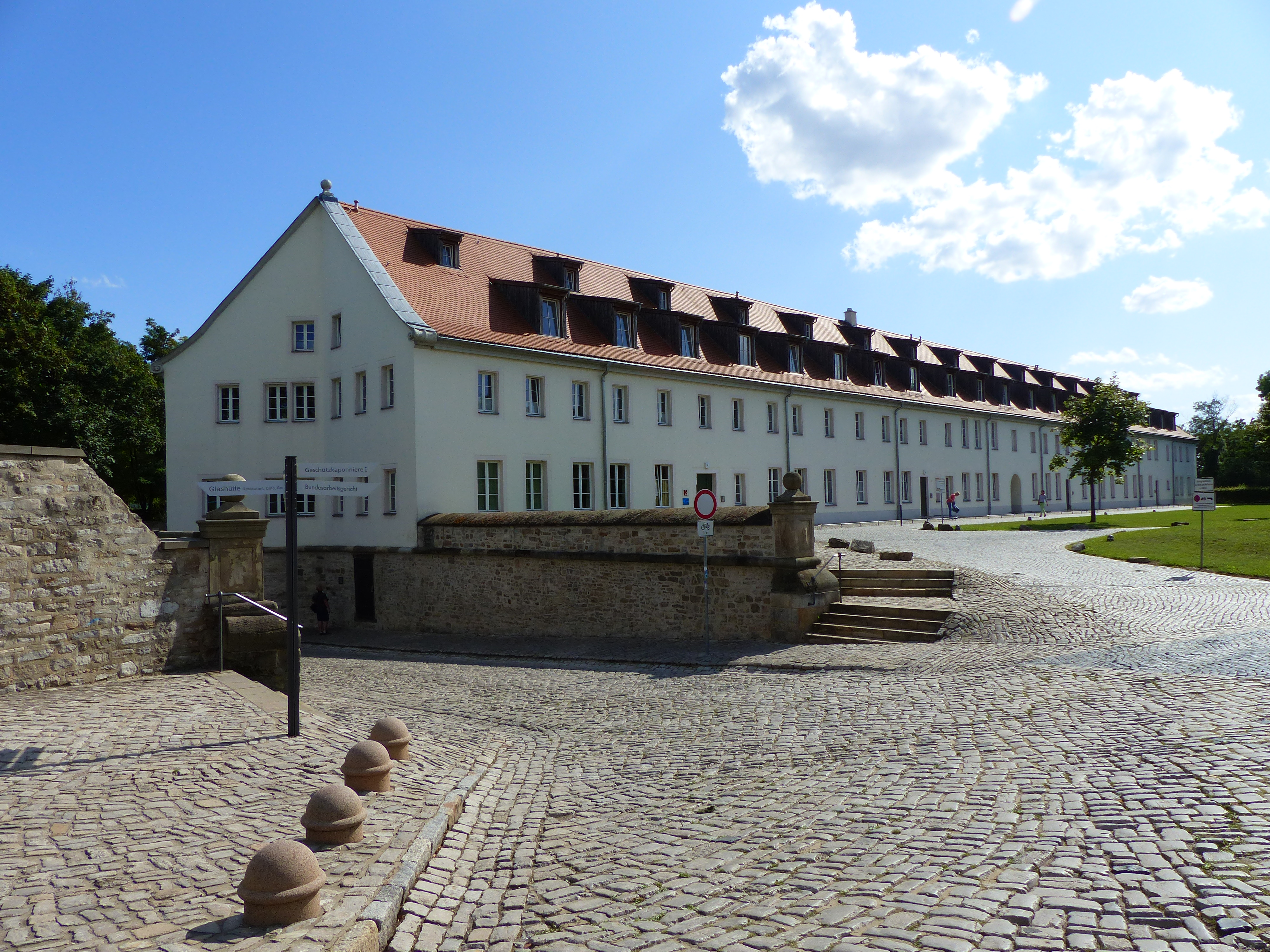
Cuartel A (2014)

El Cuartel A fue construido en 1675. El edificio, de 94 metros de largo, es una hilera de cuatro casas con entradas separadas y un portal central que da acceso a un patio trasero. Se empleó como cuartel hasta el final de la Primera Guerra Mundial, en 1918. Más tarde se destinó a viviendas civiles. De 1935 a 1945 albergó el Wehrbezirkskommando (cuartel general del mando militar del distrito). Desde 1945 fue una residencia de ancianos. El edificio fue restaurado entre 2000 y 2001 y en la actualidad alberga un conjunto de apartamentos privados y oficinas.

### Cuartel Inferior (Untere Kaserne)
El Cuartel Inferior se construyó hacia 1690. En la actualidad es la sede del Comisionado Federal para los Archivos de la Stasi, en alemán Bundesbeauftragte für die Stasi-Unterlagen (BStU). Todos los terceros jueves de cada mes se organizan exposiciones y visitas guiadas en alemán. La BStU cuenta con 15 de estos archivos regionales en toda Alemania.

### Cuartel de Artillería (Artilleriekaserne)
El Cuartel de Artillería se construyó entre 1679 y 1681. En 1825 se le añadieron alas laterales. Tuvo un uso militar hasta 1964, y fue restaurado entre 1990 y 1993. Hoy en día acoge las oficinas administrativas del departamento de protección de monumentos y arqueología de Turingia (Thüringische Landesamt für Denkmalpflege und Archäologie, TLDA).

### Casa del Jilmaestre (Schirrmeisterei)
La casa del jilmaestre se construyó en 1530 y formaba parte del monasterio de San Pedro y San Pablo. A partir de 1665, cuando los militares se instalaron en el lugar, se utilizó como Marketenderei, es decir, "edificio del vivandero". El vivandero era un comerciante que acompañaba al ejército para vender provisiones a los soldados. Después de 1820 se transformó en un corral para la guarnición prusiana.

### Iglesia de San Leonardo (Leonhardskirche)
No se sabe con exactitud cuándo se construyó la Leonhardskirche, pero la primera mención que se tiene de ella se remonta al año 1185. En su origen era de estilo románico, pero después de que el emplazamiento se transformara en fortaleza, se reformaron las ventanas y el edificio se destinó a almacén de artillería. Resultó destruido en un bombardeo aéreo durante la II Guerra Mundial. A principios de la década de 1990 se excavaron los cimientos, y hoy en día son visibles.

## Galería

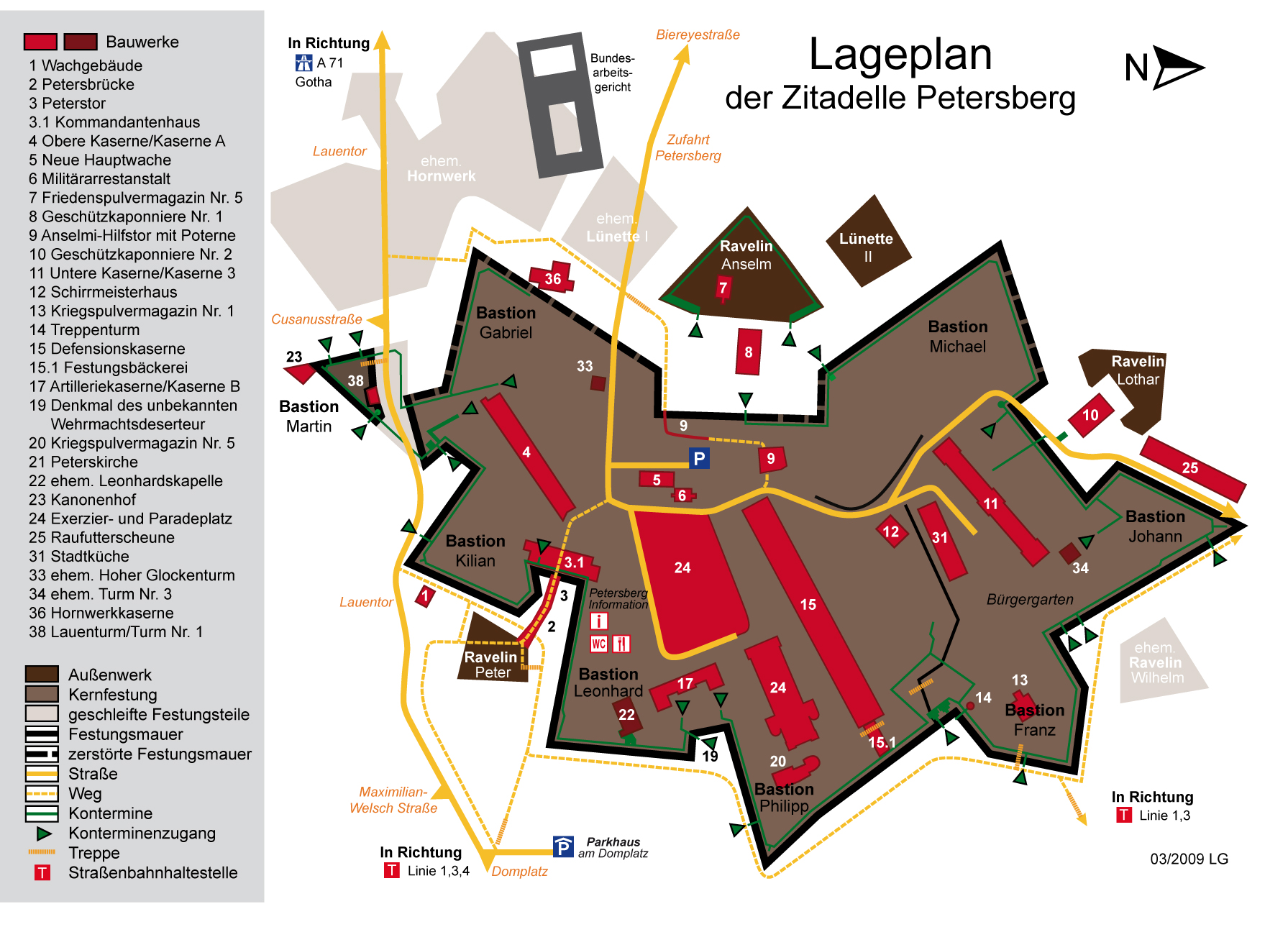
Plano de la ciudadela de Petersberg (2009)
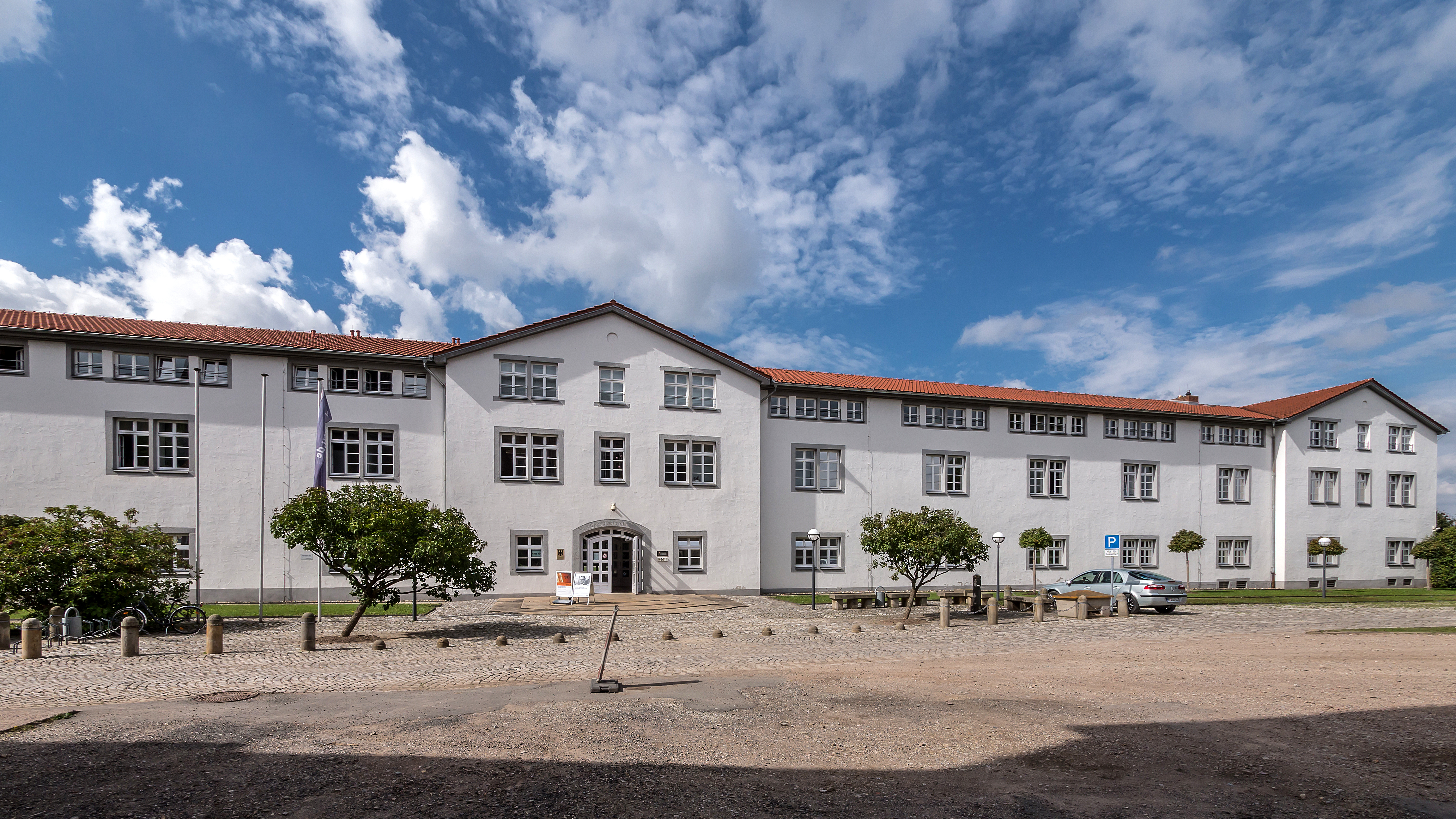
Antiguo Cuartel Inferior, actual Archivo de la Stasi, construido hacia 1690
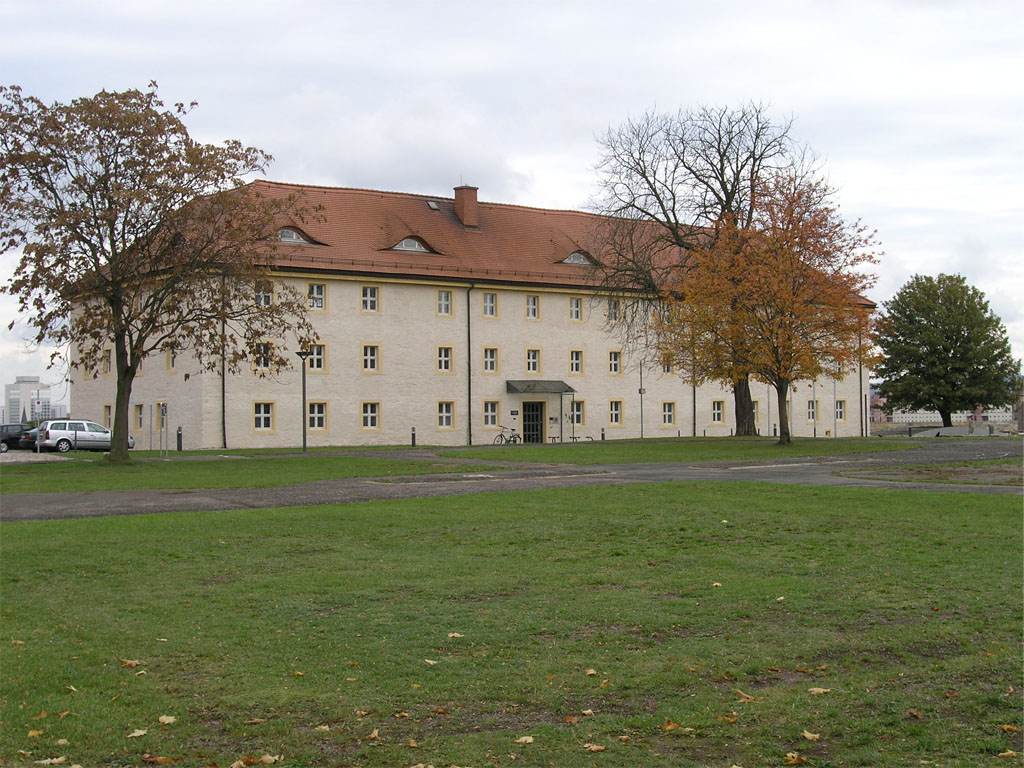
Cuartel de Artillería, construido entre 1679 y 1681
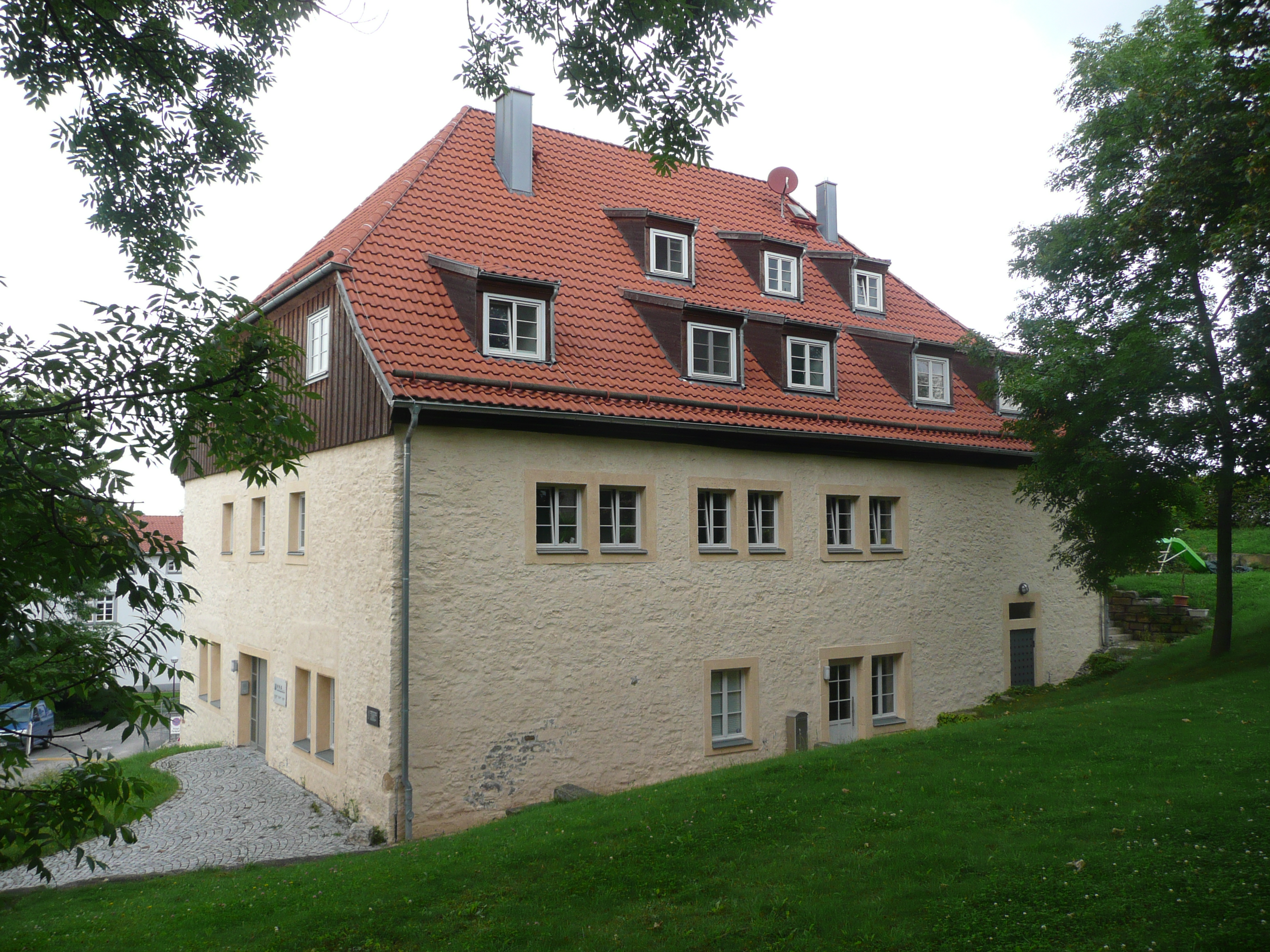
Casa del Jilmaestre, construida en 1530
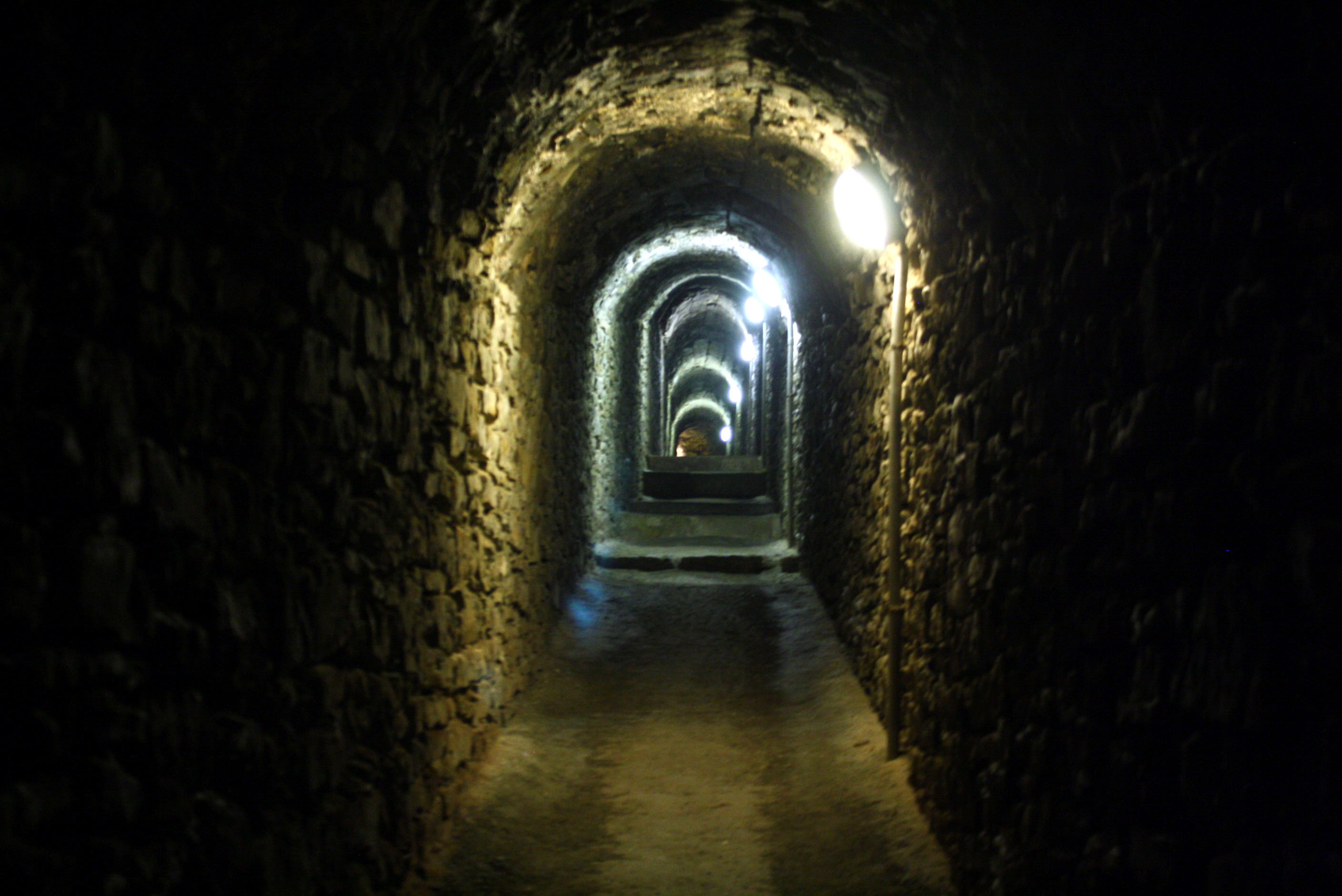
Galerías
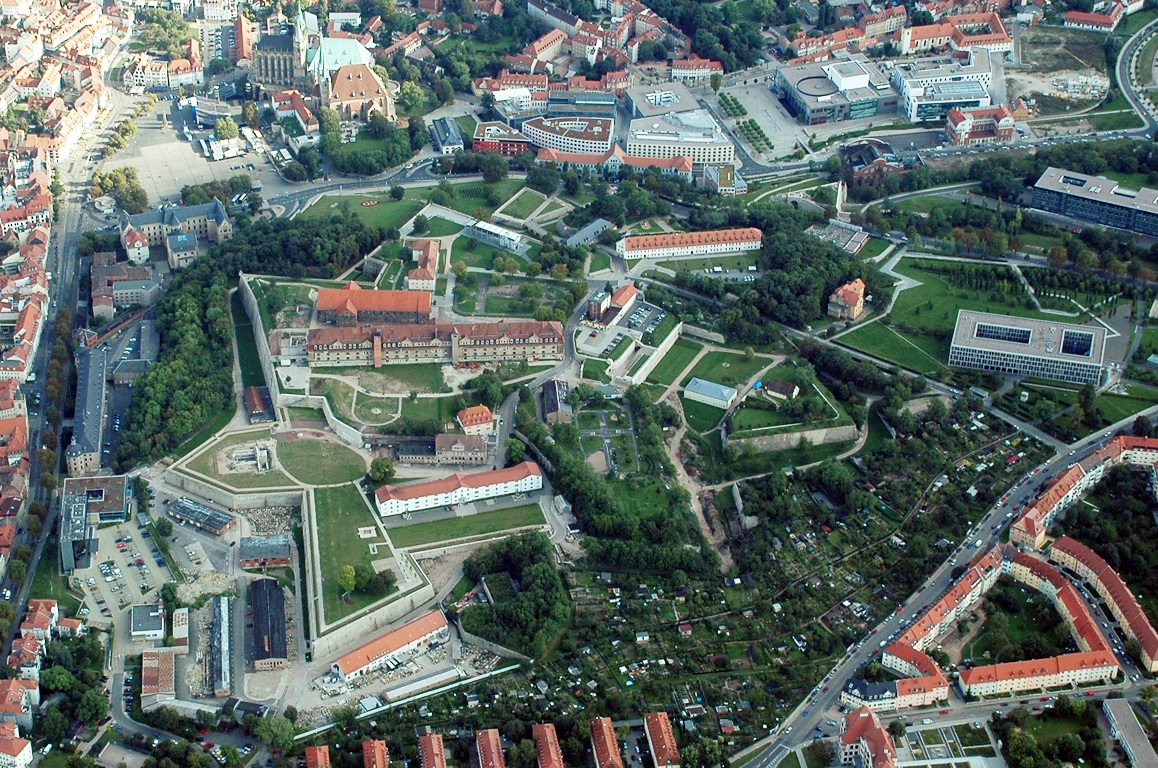
Vista aérea (2007)
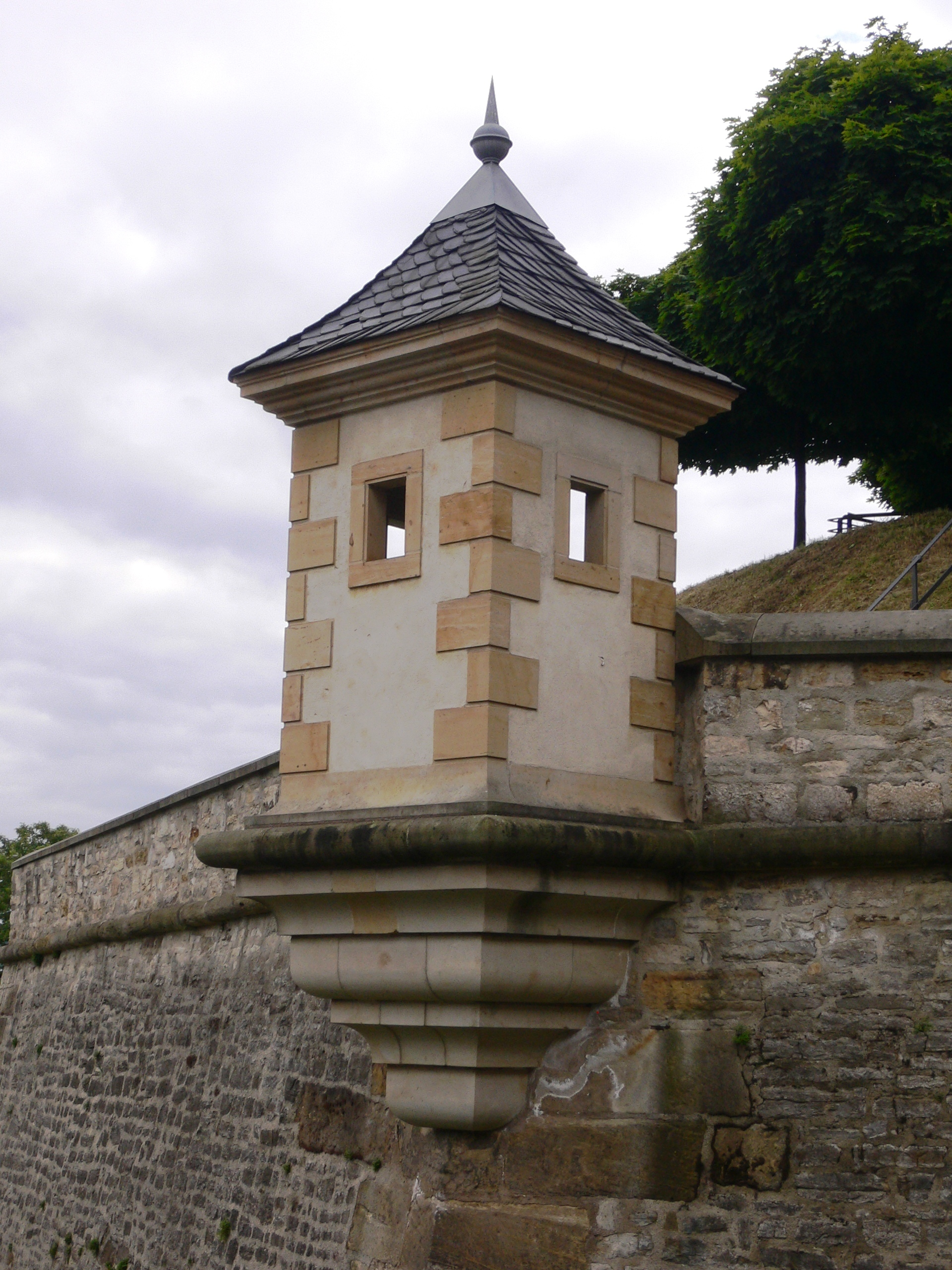
Puesto de observación
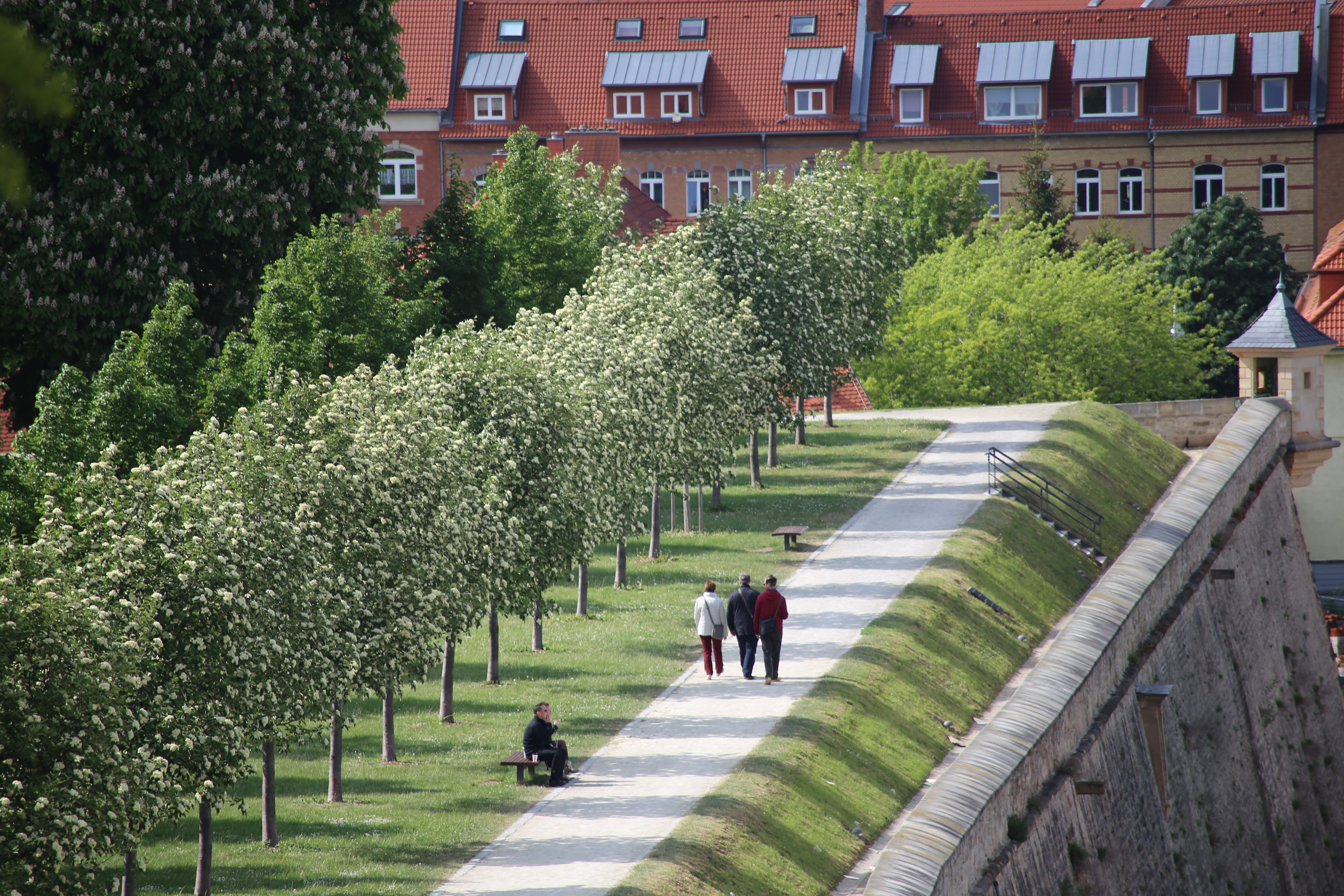
Paseo por la muralla (mayo de 2015)
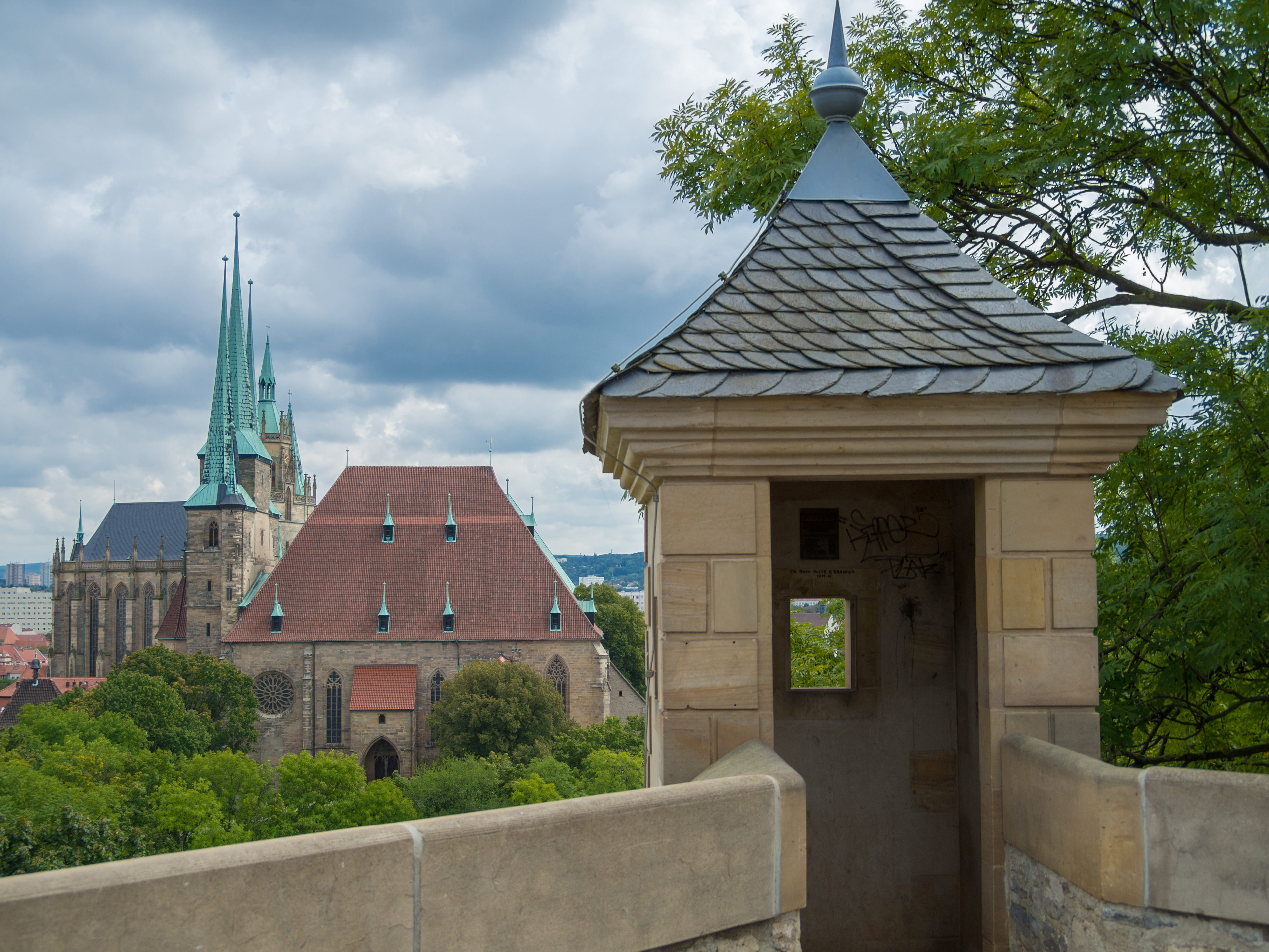
Vista de la catedral de Erfurt y la Severikirche desde la ciudadela
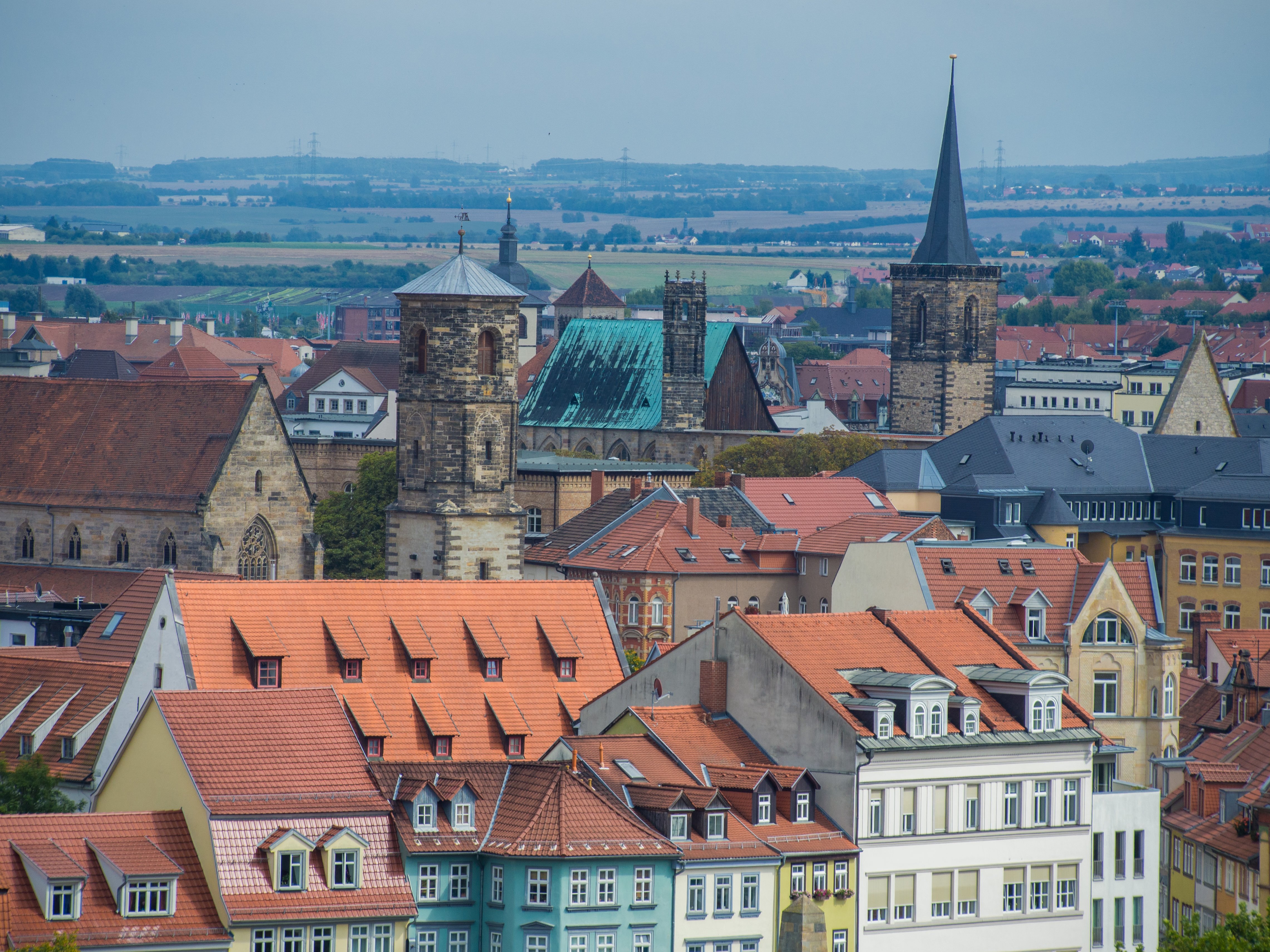
Vista del casco antiguo de Erfurt desde la ciudadela, 2014
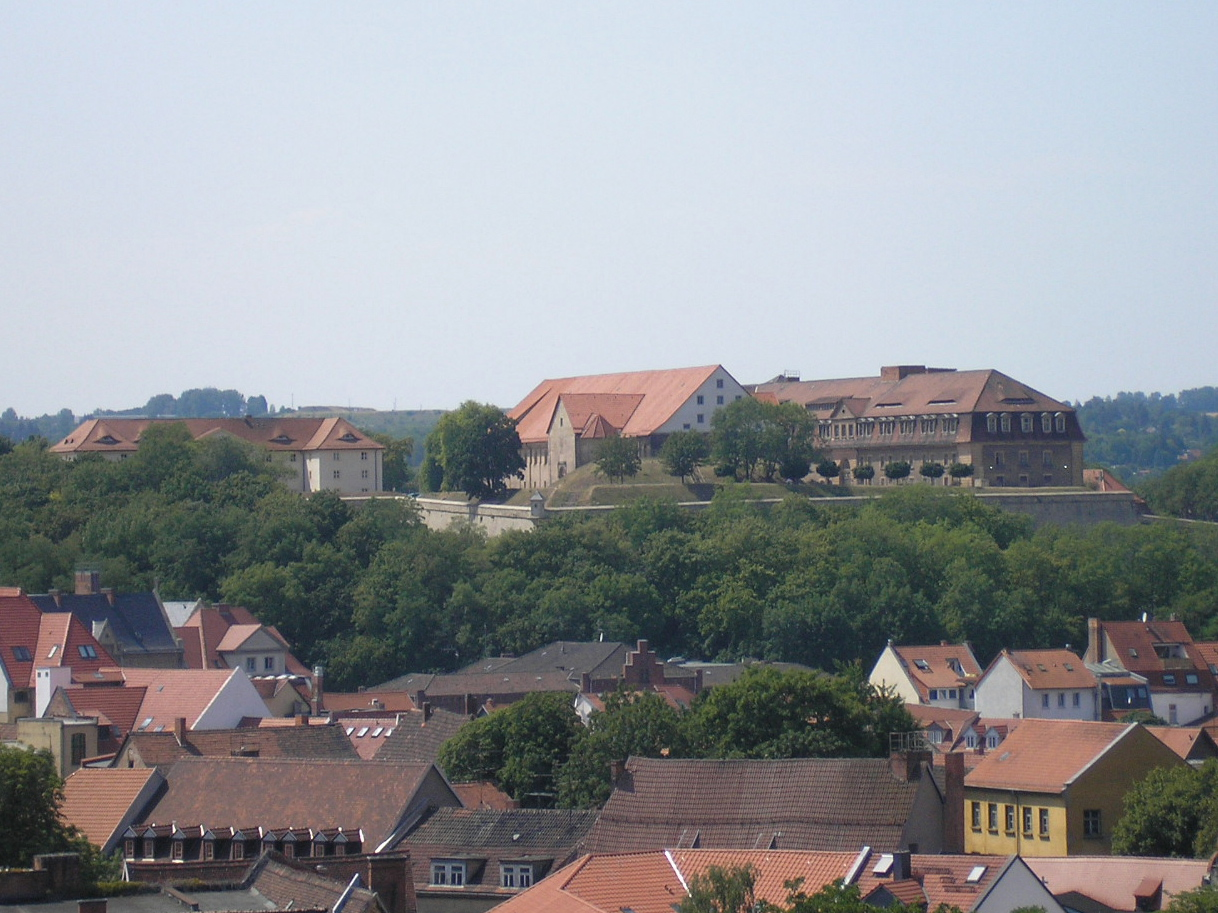
Iglesia de San Pedro y Cuartel de Defensa
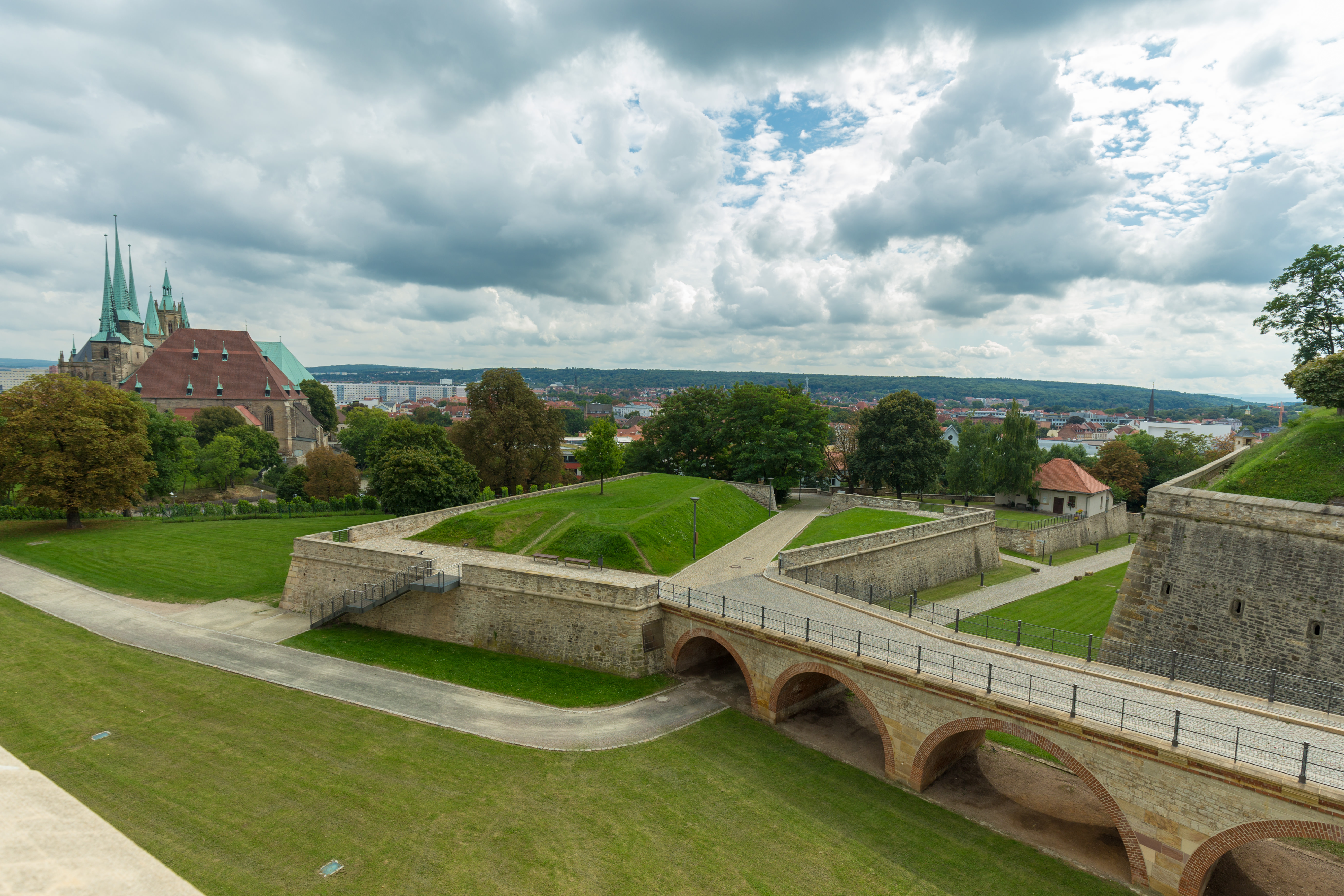
Revellín Peter, construido en 1708, y puente de acceso (2014)
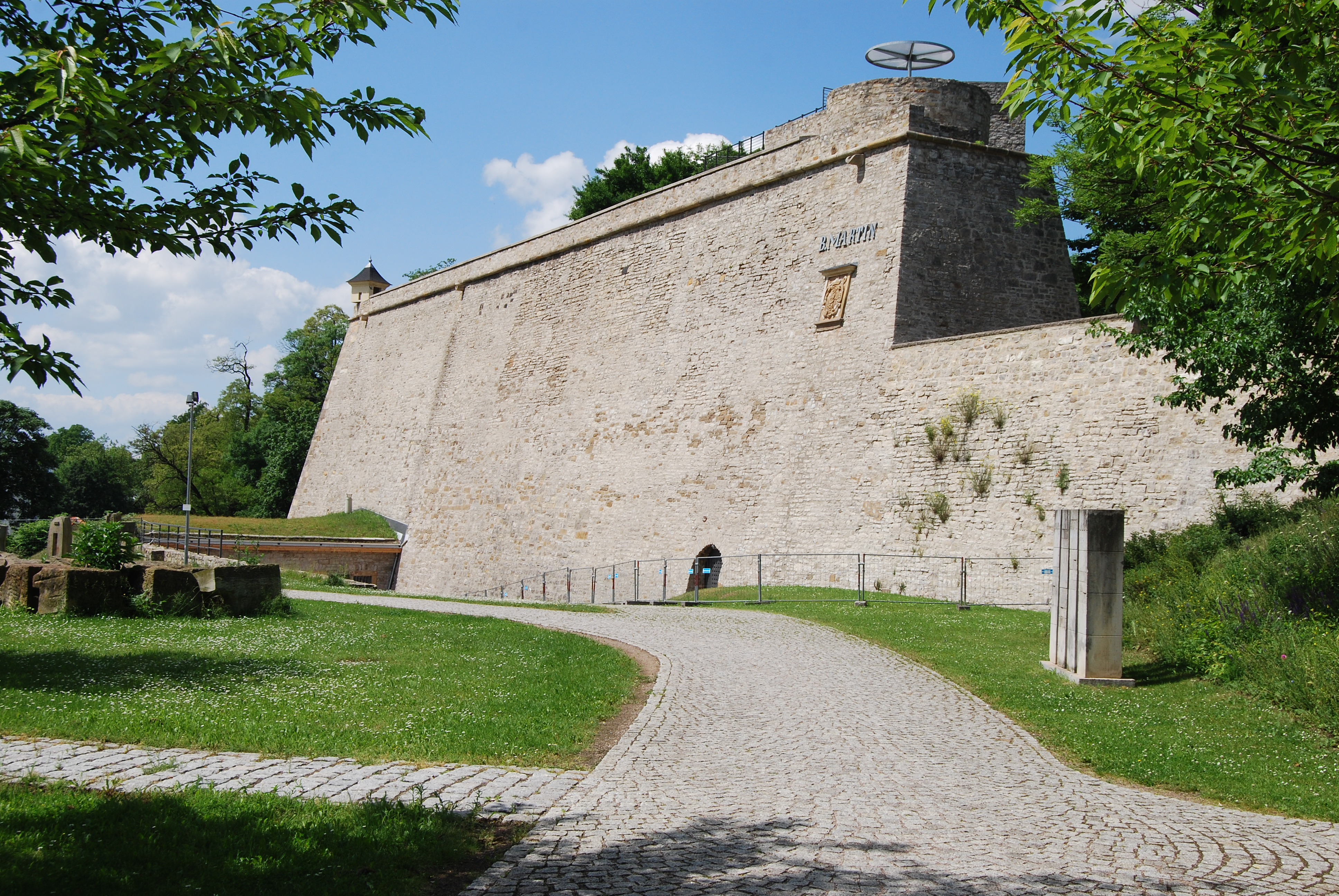
Baluarte Martin, construido entre 1667 y 1668
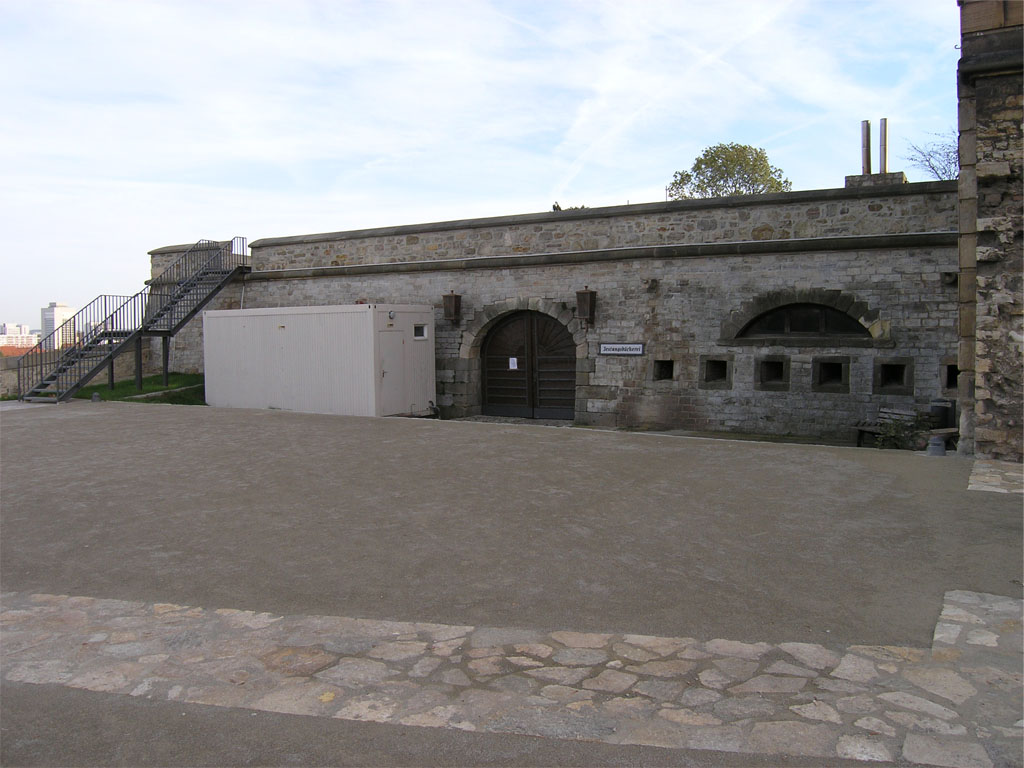
Panadería de la fortaleza, construida en 1832
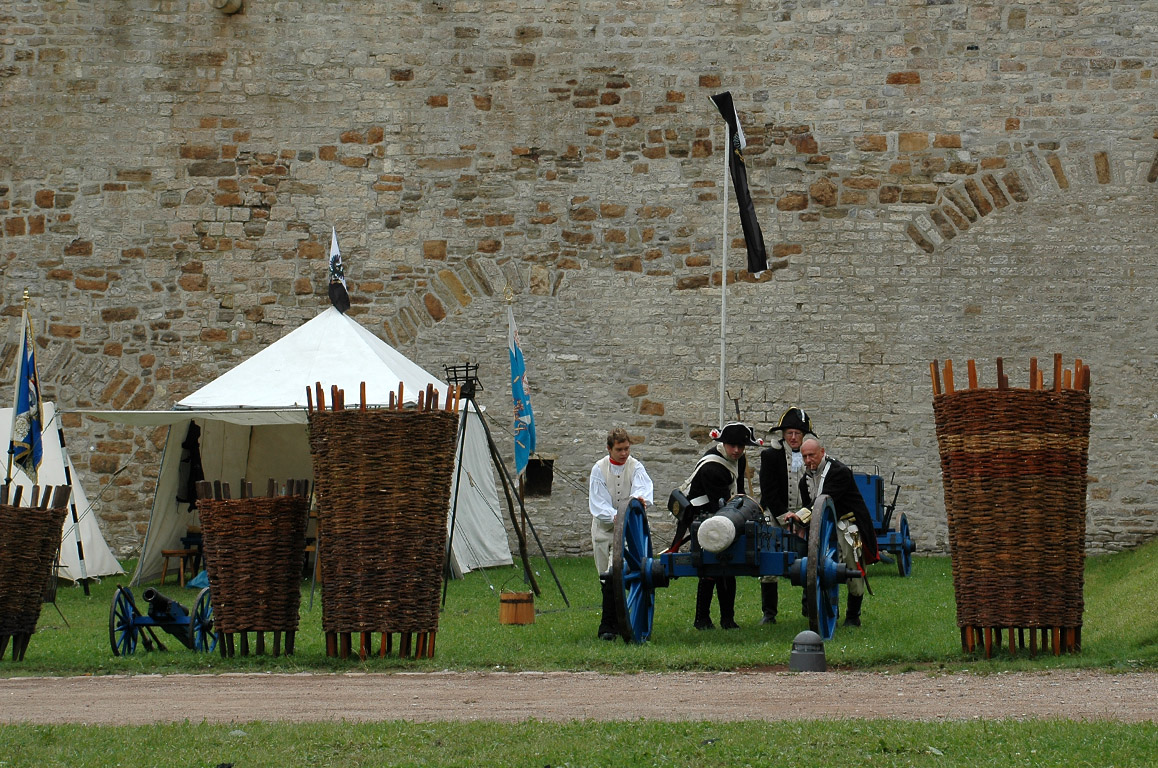
Recreación histórica con soldados prusianos utilizando un cañón en la ciudadela de Petersberg (2007)
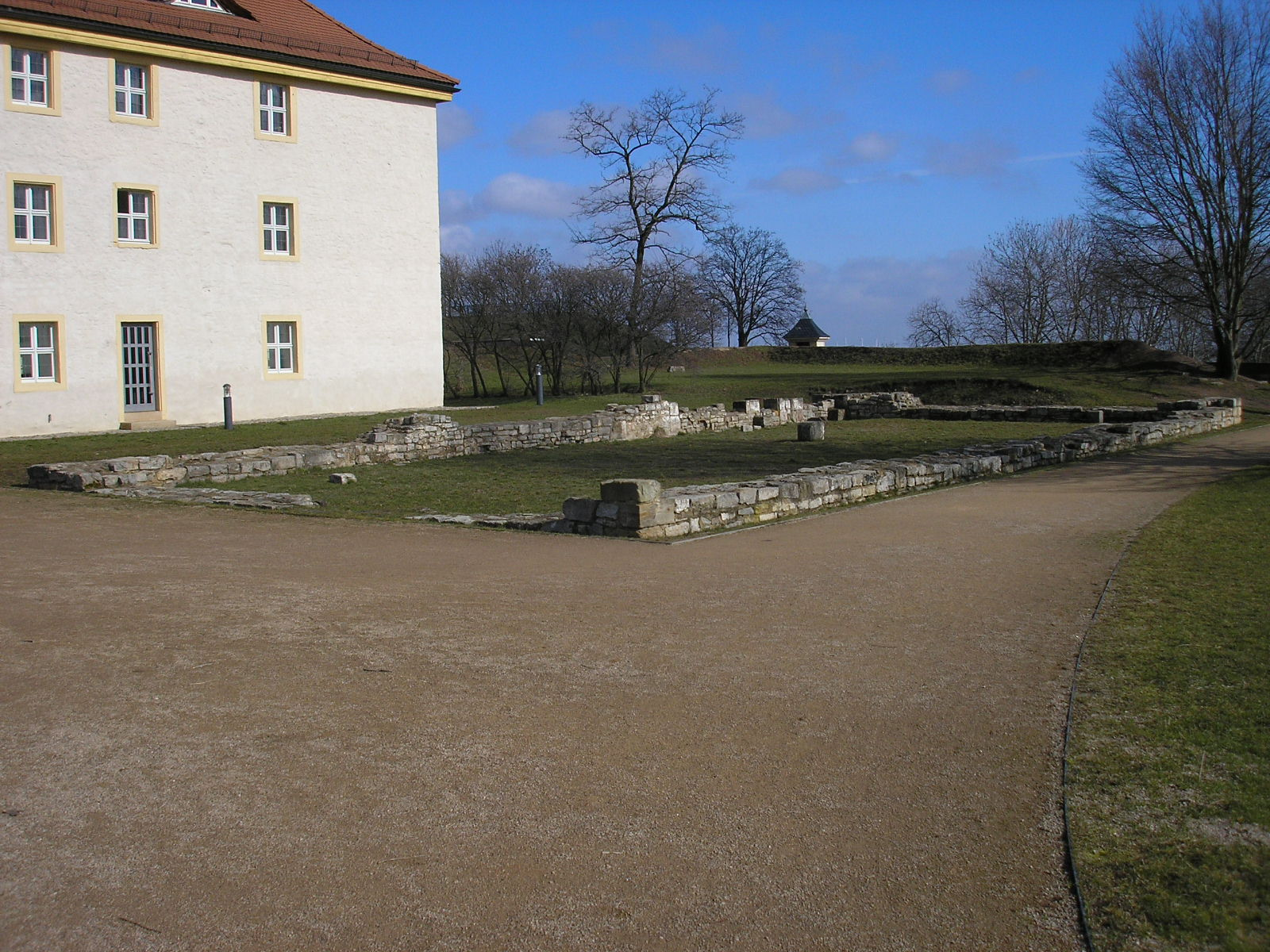
Cimientos de la Leonhardskirche